# Valor relatiu de les peces d'escacs
En escacs, el valor relatiu de les peces és un concepte que fa referència a un sistema que assigna, segons un convencionalisme prèviament acceptat, un valor determinat a cada peça del joc considerant la seva força relativa amb relació a les altres peces. Aquests valors són usats com una tècnica heurística que ajuda a determinar com és de valuosa una peça en l'estratègia dels escacs. Els valors assignats a les peces són purament teòrics, i no tenen cap paper formal en una partida, però són útils als jugadors, i són usats també en els escacs per ordinador per ajudar la computadora a avaluar les posicions.
Els càlculs sobre el valor de les peces donen només una lleugera idea de l'estat de la partida. El valor exacte de les peces depèn sempre de la situació del joc, i pot diferir substancialment dels valors teòrics estàndards. En algunes posicions, una peça ben situada pot ser molt més valuosa del que indica l'heurística, mentre que una de mal situada o completament atrapada o bloquejada pot ser absolutament inútil i sense valor material.
Els sistemes d'avaluació assignen sempre 1 punt de valor als peons (que és el valor assignat per defecte a un peó en la posició inicial de la partida). Els programes d'ordinador sovint representen el valor de les peces i de les posicions en termes de centipeons, on 100 centipeons = 1 peó, cosa que permet avaluar la posició en termes estratègics amb més precisió.

## Valors estàndard
La següent és la taula més freqüent de valors de les peces: (Capablanca & de Firmian 2006:24–25), (Soltis 2004:6), (Silman 1998:340), (Polgar & Truong 2005:11).
| Peces  | Símbol | Valor |
| ------ | ------ | ----- |
| peó    | Peó    | 1     |
| cavall | Cavall | 3     |
| alfil  | Alfil  | 3     |
| torre  | Torre  | 5     |
| dama   | Dama   | 9     |

La més antiga variació respecte dels valors estàndard de les peces prové de l'escola de Mòdena (Ercole del Rio, Giambattista Lolli, i Domenico Lorenzo Ponziani) al segle xviii (Lolli 1763:255) i es basa parcialment en els treballs de Pietro Carrera (Carrera 1617:115–21). El valor del rei és indefinit, ja que no pot ésser capturat durant el transcurs de la partida. Alguns dels més antics programes d'escacs per ordinador donaven al rei un valor (arbitrari) molt gran (quelcom així com 200 punts o 1.000.000.000 de punts) per indicar que la pèrdua del rei per un escac i mat inevitable feia deixar de banda qualsevol altra consideració en l'avaluació de la posició (Levy & Newborn 1991:45). En el final, quan hi ha menys perill de rebre escac i mat, el valor "de lluita" del rei és d'uns quatre punts, aproximadament (Lasker 1934:73). El rei és una bona peça per atacar i defensar peons que tingui a prop. És millor defensant aquestes peces que un cavall, i és millor atacant-les que un alfil. (Ward 1996:13)
El sistema té algunes deficiències. Per exemple, tres peces menors (que sumen nou punts) són sovint una mica millors que dues torres (que sumen deu punts), o que una dama (nou punts) (Capablanca & de Firmian 2006:24), (Fine & Benko 2003:458, 582).

## Valors alternatius
Tot i que el sistema de puntuació 1/3/3/5/9 té una acceptació general, s'han postulat molts altres sistemes alternatius d'avaluació del valor de les peces. La majoria han tingut poca acceptació, tot i que el sistema principal d'avaluació també ha estat molt criticat, ja que en realitat, tots els sistemes són molt rígids i, en general, fallen pel que fa a tenir en compte factors posicionals.
Diversos sistemes donen a l'alfil una mica més de valor que al cavall. L'alfil és normalment una mica més potent que un cavall, tot i que no sempre – això depèn de la posició concreta (Evans 1958:77,80), (Mayer 1997:7). Algun programa d'escacs assignava un valor de 3 per al cavall i de 3,4 per a l'alfil, però es va reconèixer aquesta diferència com a poc realista (Mayer 1997:5).
| Cavall | Alfil | Torre | Dama | Rei | Font                                       | Data                         | Comentari |
| ------ | ----- | ----- | ---- | --- | ------------------------------------------ | ---------------------------- | --- |
| 3.1    | 3.3   | 5     | 7.9  | 2.2 | Sarratt?                                   | 1813                         | el valor (arrodonit) dels peons varia des de 0.7 a 1.3                                                         |
| 3.05   | 3.5   | 5.48  | 9.94 |     | Philidor                                   | 1817                         | també donats per Staunton el 1847                                                                              |
| 3      | 3     | 5     | 10   |     | Peter Pratt                                | a començaments del segle XIX | (Hooper & Whyld 1992:439)                                                                                      |
| 3.5    | 3.5   | 5.7   | 10.3 |     | Bilguer                                    | 1843                         | (arrodonits) (Hooper & Whyld 1992:439)                                                                         |
| 3      | 3     | 5     | 9-10 | 4   | Lasker                                     | 1934                         | (Lasker 1934:73)                                                                                               |
| 3½     | 3½    | 5½    | 10   |     | Euwe                                       | 1944                         | (Euwe & Kramer 1994:11)                                                                                        |
| 3½     | 3½    | 5     | 8½   | 4   | Lasker                                     | 1947                         | (arrodonit) les torres i alfils del flanc de rei tenen més valor que els equivalents del flanc de dama         |
| 3      | 3+    | 5     | 9    |     | Horowitz                                   | 1951                         | L'alfil té "3 punts i una fracció" (Horowitz 1951:11)                                                          |
| 3½     | 3½+   | 5     | 10   |     | Evans                                      | 1958                         | L'alfil té 3¾ si forma part de la parella d'alfils (Evans 1958:77,80)                                          |
| 3      | 3¼    | 5     | 9    |     | Fischer                                    | 1972                         | (Fischer, Mosenfelder & Margulies 1972:14)                                                                     |
| 3      | 3     | 4½    | 8½   |     | European Committee on Computer Chess, Euwe | 1970s                        | (Brace 1977:236)                                                                                               |
| 3      | 3     | 5     | 9-10 |     | Enciclopèdia soviètica d'escacs            | 1990                         | Una dama té el mateix valor que tres peces menors o que dues torres (Hooper & Whyld 1992:439)                  |
| 3¼     | 3¼    | 5     | 9¾   |     | Kaufman                                    | 1999                         | Afegeix ½ punt per la parella d'alfils (Kaufman 1999)                                                          |
| 3.2    | 3.33  | 5.1   | 8.8  |     | Berliner                                   | 1999                         | fa ajustaments en funció del grau d'obertura / tancament de la posició, files i columnes (Berliner 1999:14–18) |
| 3½     | 3½    | 5     | 9½   |     |                                            |                              | recent programa soviètic d'escacs (Soltis 2004:6)                                                              |
| 3      | 3     | 4½    | 9    |     |                                            |                              | un altre sistema popular d'avaluació (Soltis 2004:6)                                                           |
| 4      | 3½    | 7     | 13½  | 4   | usat per ordinadors                        |                              | Dos alfils són una mica més valorats (Hooper & Whyld 1992:439)                                                 |
| 2.4    | 4     | 6.4   | 10.4 | 3   | Evgeni Gik                                 |                              | basat en l'avantatge de mobilitat; (Soltis 2004:10–12) comenta els problemes d'aquesta mena d'anàlisi          |

### El sistema de Hans Berliner
El Campió del món d'escacs per correspondència Hans Berliner dona els següents valors, basats en la seva experiència i en experimentació amb ordinadors:
- peó = 1
- cavall = 3.2
- alfil = 3.33
- torre = 5.1
- dama = 8.8

Hi ha ajustaments per la fila i la columna que ocupa un peó, i ajustaments per les peces depenent de com d'oberta o tancada sigui la posició. Els alfils, torres, i dames guanyen un 10% addicional en posicions obertes i perden un 20% de valor en posicions tancades. Els cavalls guanyen un 50% en posicions tancades i perden un 30% a les cantonades i vores del tauler. El valor d'un alfil bo és un 10% o superior al d'un alfil dolent (Berliner 1999:14–18).
|   | a | b | c | d | e | f | g | h |   |
| 8 | b7 negres peó · a6 negres peó · e6 negres peó · f6 negres peó · h6 negres peó · b3 blanques peó · c3 blanques peó · f3 blanques peó · h3 blanques peó · b2 blanques peó · f2 blanques peó · h2 blanques peó | b7 negres peó · a6 negres peó · e6 negres peó · f6 negres peó · h6 negres peó · b3 blanques peó · c3 blanques peó · f3 blanques peó · h3 blanques peó · b2 blanques peó · f2 blanques peó · h2 blanques peó | b7 negres peó · a6 negres peó · e6 negres peó · f6 negres peó · h6 negres peó · b3 blanques peó · c3 blanques peó · f3 blanques peó · h3 blanques peó · b2 blanques peó · f2 blanques peó · h2 blanques peó | b7 negres peó · a6 negres peó · e6 negres peó · f6 negres peó · h6 negres peó · b3 blanques peó · c3 blanques peó · f3 blanques peó · h3 blanques peó · b2 blanques peó · f2 blanques peó · h2 blanques peó | b7 negres peó · a6 negres peó · e6 negres peó · f6 negres peó · h6 negres peó · b3 blanques peó · c3 blanques peó · f3 blanques peó · h3 blanques peó · b2 blanques peó · f2 blanques peó · h2 blanques peó | b7 negres peó · a6 negres peó · e6 negres peó · f6 negres peó · h6 negres peó · b3 blanques peó · c3 blanques peó · f3 blanques peó · h3 blanques peó · b2 blanques peó · f2 blanques peó · h2 blanques peó | b7 negres peó · a6 negres peó · e6 negres peó · f6 negres peó · h6 negres peó · b3 blanques peó · c3 blanques peó · f3 blanques peó · h3 blanques peó · b2 blanques peó · f2 blanques peó · h2 blanques peó | b7 negres peó · a6 negres peó · e6 negres peó · f6 negres peó · h6 negres peó · b3 blanques peó · c3 blanques peó · f3 blanques peó · h3 blanques peó · b2 blanques peó · f2 blanques peó · h2 blanques peó | 8 |
| 7 | b7 negres peó · a6 negres peó · e6 negres peó · f6 negres peó · h6 negres peó · b3 blanques peó · c3 blanques peó · f3 blanques peó · h3 blanques peó · b2 blanques peó · f2 blanques peó · h2 blanques peó | b7 negres peó · a6 negres peó · e6 negres peó · f6 negres peó · h6 negres peó · b3 blanques peó · c3 blanques peó · f3 blanques peó · h3 blanques peó · b2 blanques peó · f2 blanques peó · h2 blanques peó | b7 negres peó · a6 negres peó · e6 negres peó · f6 negres peó · h6 negres peó · b3 blanques peó · c3 blanques peó · f3 blanques peó · h3 blanques peó · b2 blanques peó · f2 blanques peó · h2 blanques peó | b7 negres peó · a6 negres peó · e6 negres peó · f6 negres peó · h6 negres peó · b3 blanques peó · c3 blanques peó · f3 blanques peó · h3 blanques peó · b2 blanques peó · f2 blanques peó · h2 blanques peó | b7 negres peó · a6 negres peó · e6 negres peó · f6 negres peó · h6 negres peó · b3 blanques peó · c3 blanques peó · f3 blanques peó · h3 blanques peó · b2 blanques peó · f2 blanques peó · h2 blanques peó | b7 negres peó · a6 negres peó · e6 negres peó · f6 negres peó · h6 negres peó · b3 blanques peó · c3 blanques peó · f3 blanques peó · h3 blanques peó · b2 blanques peó · f2 blanques peó · h2 blanques peó | b7 negres peó · a6 negres peó · e6 negres peó · f6 negres peó · h6 negres peó · b3 blanques peó · c3 blanques peó · f3 blanques peó · h3 blanques peó · b2 blanques peó · f2 blanques peó · h2 blanques peó | b7 negres peó · a6 negres peó · e6 negres peó · f6 negres peó · h6 negres peó · b3 blanques peó · c3 blanques peó · f3 blanques peó · h3 blanques peó · b2 blanques peó · f2 blanques peó · h2 blanques peó | 7 |
| 6 | b7 negres peó · a6 negres peó · e6 negres peó · f6 negres peó · h6 negres peó · b3 blanques peó · c3 blanques peó · f3 blanques peó · h3 blanques peó · b2 blanques peó · f2 blanques peó · h2 blanques peó | b7 negres peó · a6 negres peó · e6 negres peó · f6 negres peó · h6 negres peó · b3 blanques peó · c3 blanques peó · f3 blanques peó · h3 blanques peó · b2 blanques peó · f2 blanques peó · h2 blanques peó | b7 negres peó · a6 negres peó · e6 negres peó · f6 negres peó · h6 negres peó · b3 blanques peó · c3 blanques peó · f3 blanques peó · h3 blanques peó · b2 blanques peó · f2 blanques peó · h2 blanques peó | b7 negres peó · a6 negres peó · e6 negres peó · f6 negres peó · h6 negres peó · b3 blanques peó · c3 blanques peó · f3 blanques peó · h3 blanques peó · b2 blanques peó · f2 blanques peó · h2 blanques peó | b7 negres peó · a6 negres peó · e6 negres peó · f6 negres peó · h6 negres peó · b3 blanques peó · c3 blanques peó · f3 blanques peó · h3 blanques peó · b2 blanques peó · f2 blanques peó · h2 blanques peó | b7 negres peó · a6 negres peó · e6 negres peó · f6 negres peó · h6 negres peó · b3 blanques peó · c3 blanques peó · f3 blanques peó · h3 blanques peó · b2 blanques peó · f2 blanques peó · h2 blanques peó | b7 negres peó · a6 negres peó · e6 negres peó · f6 negres peó · h6 negres peó · b3 blanques peó · c3 blanques peó · f3 blanques peó · h3 blanques peó · b2 blanques peó · f2 blanques peó · h2 blanques peó | b7 negres peó · a6 negres peó · e6 negres peó · f6 negres peó · h6 negres peó · b3 blanques peó · c3 blanques peó · f3 blanques peó · h3 blanques peó · b2 blanques peó · f2 blanques peó · h2 blanques peó | 6 |
| 5 | b7 negres peó · a6 negres peó · e6 negres peó · f6 negres peó · h6 negres peó · b3 blanques peó · c3 blanques peó · f3 blanques peó · h3 blanques peó · b2 blanques peó · f2 blanques peó · h2 blanques peó | b7 negres peó · a6 negres peó · e6 negres peó · f6 negres peó · h6 negres peó · b3 blanques peó · c3 blanques peó · f3 blanques peó · h3 blanques peó · b2 blanques peó · f2 blanques peó · h2 blanques peó | b7 negres peó · a6 negres peó · e6 negres peó · f6 negres peó · h6 negres peó · b3 blanques peó · c3 blanques peó · f3 blanques peó · h3 blanques peó · b2 blanques peó · f2 blanques peó · h2 blanques peó | b7 negres peó · a6 negres peó · e6 negres peó · f6 negres peó · h6 negres peó · b3 blanques peó · c3 blanques peó · f3 blanques peó · h3 blanques peó · b2 blanques peó · f2 blanques peó · h2 blanques peó | b7 negres peó · a6 negres peó · e6 negres peó · f6 negres peó · h6 negres peó · b3 blanques peó · c3 blanques peó · f3 blanques peó · h3 blanques peó · b2 blanques peó · f2 blanques peó · h2 blanques peó | b7 negres peó · a6 negres peó · e6 negres peó · f6 negres peó · h6 negres peó · b3 blanques peó · c3 blanques peó · f3 blanques peó · h3 blanques peó · b2 blanques peó · f2 blanques peó · h2 blanques peó | b7 negres peó · a6 negres peó · e6 negres peó · f6 negres peó · h6 negres peó · b3 blanques peó · c3 blanques peó · f3 blanques peó · h3 blanques peó · b2 blanques peó · f2 blanques peó · h2 blanques peó | b7 negres peó · a6 negres peó · e6 negres peó · f6 negres peó · h6 negres peó · b3 blanques peó · c3 blanques peó · f3 blanques peó · h3 blanques peó · b2 blanques peó · f2 blanques peó · h2 blanques peó | 5 |
| 4 | b7 negres peó · a6 negres peó · e6 negres peó · f6 negres peó · h6 negres peó · b3 blanques peó · c3 blanques peó · f3 blanques peó · h3 blanques peó · b2 blanques peó · f2 blanques peó · h2 blanques peó | b7 negres peó · a6 negres peó · e6 negres peó · f6 negres peó · h6 negres peó · b3 blanques peó · c3 blanques peó · f3 blanques peó · h3 blanques peó · b2 blanques peó · f2 blanques peó · h2 blanques peó | b7 negres peó · a6 negres peó · e6 negres peó · f6 negres peó · h6 negres peó · b3 blanques peó · c3 blanques peó · f3 blanques peó · h3 blanques peó · b2 blanques peó · f2 blanques peó · h2 blanques peó | b7 negres peó · a6 negres peó · e6 negres peó · f6 negres peó · h6 negres peó · b3 blanques peó · c3 blanques peó · f3 blanques peó · h3 blanques peó · b2 blanques peó · f2 blanques peó · h2 blanques peó | b7 negres peó · a6 negres peó · e6 negres peó · f6 negres peó · h6 negres peó · b3 blanques peó · c3 blanques peó · f3 blanques peó · h3 blanques peó · b2 blanques peó · f2 blanques peó · h2 blanques peó | b7 negres peó · a6 negres peó · e6 negres peó · f6 negres peó · h6 negres peó · b3 blanques peó · c3 blanques peó · f3 blanques peó · h3 blanques peó · b2 blanques peó · f2 blanques peó · h2 blanques peó | b7 negres peó · a6 negres peó · e6 negres peó · f6 negres peó · h6 negres peó · b3 blanques peó · c3 blanques peó · f3 blanques peó · h3 blanques peó · b2 blanques peó · f2 blanques peó · h2 blanques peó | b7 negres peó · a6 negres peó · e6 negres peó · f6 negres peó · h6 negres peó · b3 blanques peó · c3 blanques peó · f3 blanques peó · h3 blanques peó · b2 blanques peó · f2 blanques peó · h2 blanques peó | 4 |
| 3 | b7 negres peó · a6 negres peó · e6 negres peó · f6 negres peó · h6 negres peó · b3 blanques peó · c3 blanques peó · f3 blanques peó · h3 blanques peó · b2 blanques peó · f2 blanques peó · h2 blanques peó | b7 negres peó · a6 negres peó · e6 negres peó · f6 negres peó · h6 negres peó · b3 blanques peó · c3 blanques peó · f3 blanques peó · h3 blanques peó · b2 blanques peó · f2 blanques peó · h2 blanques peó | b7 negres peó · a6 negres peó · e6 negres peó · f6 negres peó · h6 negres peó · b3 blanques peó · c3 blanques peó · f3 blanques peó · h3 blanques peó · b2 blanques peó · f2 blanques peó · h2 blanques peó | b7 negres peó · a6 negres peó · e6 negres peó · f6 negres peó · h6 negres peó · b3 blanques peó · c3 blanques peó · f3 blanques peó · h3 blanques peó · b2 blanques peó · f2 blanques peó · h2 blanques peó | b7 negres peó · a6 negres peó · e6 negres peó · f6 negres peó · h6 negres peó · b3 blanques peó · c3 blanques peó · f3 blanques peó · h3 blanques peó · b2 blanques peó · f2 blanques peó · h2 blanques peó | b7 negres peó · a6 negres peó · e6 negres peó · f6 negres peó · h6 negres peó · b3 blanques peó · c3 blanques peó · f3 blanques peó · h3 blanques peó · b2 blanques peó · f2 blanques peó · h2 blanques peó | b7 negres peó · a6 negres peó · e6 negres peó · f6 negres peó · h6 negres peó · b3 blanques peó · c3 blanques peó · f3 blanques peó · h3 blanques peó · b2 blanques peó · f2 blanques peó · h2 blanques peó | b7 negres peó · a6 negres peó · e6 negres peó · f6 negres peó · h6 negres peó · b3 blanques peó · c3 blanques peó · f3 blanques peó · h3 blanques peó · b2 blanques peó · f2 blanques peó · h2 blanques peó | 3 |
| 2 | b7 negres peó · a6 negres peó · e6 negres peó · f6 negres peó · h6 negres peó · b3 blanques peó · c3 blanques peó · f3 blanques peó · h3 blanques peó · b2 blanques peó · f2 blanques peó · h2 blanques peó | b7 negres peó · a6 negres peó · e6 negres peó · f6 negres peó · h6 negres peó · b3 blanques peó · c3 blanques peó · f3 blanques peó · h3 blanques peó · b2 blanques peó · f2 blanques peó · h2 blanques peó | b7 negres peó · a6 negres peó · e6 negres peó · f6 negres peó · h6 negres peó · b3 blanques peó · c3 blanques peó · f3 blanques peó · h3 blanques peó · b2 blanques peó · f2 blanques peó · h2 blanques peó | b7 negres peó · a6 negres peó · e6 negres peó · f6 negres peó · h6 negres peó · b3 blanques peó · c3 blanques peó · f3 blanques peó · h3 blanques peó · b2 blanques peó · f2 blanques peó · h2 blanques peó | b7 negres peó · a6 negres peó · e6 negres peó · f6 negres peó · h6 negres peó · b3 blanques peó · c3 blanques peó · f3 blanques peó · h3 blanques peó · b2 blanques peó · f2 blanques peó · h2 blanques peó | b7 negres peó · a6 negres peó · e6 negres peó · f6 negres peó · h6 negres peó · b3 blanques peó · c3 blanques peó · f3 blanques peó · h3 blanques peó · b2 blanques peó · f2 blanques peó · h2 blanques peó | b7 negres peó · a6 negres peó · e6 negres peó · f6 negres peó · h6 negres peó · b3 blanques peó · c3 blanques peó · f3 blanques peó · h3 blanques peó · b2 blanques peó · f2 blanques peó · h2 blanques peó | b7 negres peó · a6 negres peó · e6 negres peó · f6 negres peó · h6 negres peó · b3 blanques peó · c3 blanques peó · f3 blanques peó · h3 blanques peó · b2 blanques peó · f2 blanques peó · h2 blanques peó | 2 |
| 1 | b7 negres peó · a6 negres peó · e6 negres peó · f6 negres peó · h6 negres peó · b3 blanques peó · c3 blanques peó · f3 blanques peó · h3 blanques peó · b2 blanques peó · f2 blanques peó · h2 blanques peó | b7 negres peó · a6 negres peó · e6 negres peó · f6 negres peó · h6 negres peó · b3 blanques peó · c3 blanques peó · f3 blanques peó · h3 blanques peó · b2 blanques peó · f2 blanques peó · h2 blanques peó | b7 negres peó · a6 negres peó · e6 negres peó · f6 negres peó · h6 negres peó · b3 blanques peó · c3 blanques peó · f3 blanques peó · h3 blanques peó · b2 blanques peó · f2 blanques peó · h2 blanques peó | b7 negres peó · a6 negres peó · e6 negres peó · f6 negres peó · h6 negres peó · b3 blanques peó · c3 blanques peó · f3 blanques peó · h3 blanques peó · b2 blanques peó · f2 blanques peó · h2 blanques peó | b7 negres peó · a6 negres peó · e6 negres peó · f6 negres peó · h6 negres peó · b3 blanques peó · c3 blanques peó · f3 blanques peó · h3 blanques peó · b2 blanques peó · f2 blanques peó · h2 blanques peó | b7 negres peó · a6 negres peó · e6 negres peó · f6 negres peó · h6 negres peó · b3 blanques peó · c3 blanques peó · f3 blanques peó · h3 blanques peó · b2 blanques peó · f2 blanques peó · h2 blanques peó | b7 negres peó · a6 negres peó · e6 negres peó · f6 negres peó · h6 negres peó · b3 blanques peó · c3 blanques peó · f3 blanques peó · h3 blanques peó · b2 blanques peó · f2 blanques peó · h2 blanques peó | b7 negres peó · a6 negres peó · e6 negres peó · f6 negres peó · h6 negres peó · b3 blanques peó · c3 blanques peó · f3 blanques peó · h3 blanques peó · b2 blanques peó · f2 blanques peó · h2 blanques peó | 1 |
|   | a | b | c | d | e | f | g | h |   |

Hi ha diferents tipus de peons doblats, vegeu el diagrama. Els peons blancs doblats a la columna b són en la millor situació al diagrama, ja que avançant-los i canviant-los poden esdevenir desdoblats i mòbils. El valor dels peons doblats de b és al voltant de 0.75 punts. Si el peó negre d'a6 fos a c6, no seria possible desdoblar els peons, i llavors valdrien al voltant de només 0.5 punt. El peó doblat de f2 té un valor al voltant de 0.5 punts. El segon peó blanc doblat a la columna h val només al voltant de 0.33 punts, i peons addicionals a la mateixa columna valdrien només 0.2 punts (Berliner 1999:18–20).
| Fila | columnes “a” i “h” | columnes “b” i “g” | columnes “c” i “f” | columnes “d” i “e” |
| ---- | ------------------ | ------------------ | ------------------ | ------------------ |
| 2    | 0.90               | 0.95               | 1.05               | 1.10               |
| 3    | 0.90               | 0.95               | 1.05               | 1.15               |
| 4    | 0.90               | 0.95               | 1.10               | 1.20               |
| 5    | 0.97               | 1.03               | 1.17               | 1.27               |
| 6    | 1.06               | 1.12               | 1.25               | 1.40               |

| Fila | columnes “a” i “h” | columnes “b” i “g” | columnes “c” i “f” | columnes “d” i “e” |
| ---- | ------------------ | ------------------ | ------------------ | ------------------ |
| 2    | 1.20               | 1.05               | 0.95               | 0.90               |
| 3    | 1.20               | 1.05               | 0.95               | 0.90               |
| 4    | 1.25               | 1.10               | 1.00               | 0.95               |
| 5    | 1.33               | 1.17               | 1.07               | 1.00               |
| 6    | 1.45               | 1.29               | 1.16               | 1.05               |

| Fila | Aïllat | Lligat | Passat | Passat i lligat |
| ---- | ------ | ------ | ------ | --------------- |
| 4    | 1.05   | 1.15   | 1.30   | 1.55            |
| 5    | 1.30   | 1.35   | 1.55   | 2.3             |
| 6    | 2.1    | x      | x      | 3.5             |

## Canvis d'avaluació en el final
Com ja s'ha indicat anteriorment, com que els valors estàndard es varen establir en primer lloc (Lolli 1763:255), la força relativa de les peces canvia a mesura que la partida avança cap al final. El valor dels peons, torres, i en menor mesura, dels alfils, s'incrementa. El cavall tendeix a perdre poder, i la força de la dama tendeix també a decréixer una mica. A continuació hi ha alguns exemples.
- Una dama contra dues torres

- En el mig joc tenen igual valor
- En el final, les dues torres són una mica més poderoses. Sense cap altra peça al tauler, dues torres serien igual que una dama i un peó

- Una torre contra dues peces menors

- A l'obertura i al mig joc, una torre i dos peons són més febles que dos alfils; són iguals o potser una mica més febles que un alfil i un cavall, i són iguals que dos cavalls
- Al final, una torre i un peó són iguals que dos cavalls, i iguals o una mica més febles que un alfil i un cavall. Una torre i dos peons són iguals que dos alfils (Alburt & Kroguius 2005:402–3).

- Els alfils són sovint més poderosos que les torres en l'obertura. Les torres són normalment més poderoses que els alfils al mig joc, i les torres dominen les peces menors en el final (Seirawan 2003:ix).
- Tal com mostren les taules del sistema de Berliner, els valors dels peons canvien dramàticament en el final. A l'obertura i el mig joc, els peons de les columnes centrals són més valuosos. Cap al final del mig joc, i un cop entrat al final la situació es reverteix, i els peons dels flancs esdevenen més valuosos a causa de la seva tendència a convertir-se en peons passats i amenaçar de promocionar. Quan queden al voltant de catorze punts de material per banda, el valor dels peons en qualsevol fila és més o menys el mateix. En qualsevol cas, els peons laterals esdevenen més valuosos (Berliner 1999:16–20).

C.J.S. Purdy dona a les peces menors un valor de 3½ punts a l'obertura i el mig joc, però 3 punts en el final (Purdy 2003:146, 151).

## Deficiències del sistema
|   | a | b | c | d | e | f | g | h |   |
| 8 | a8 negres torre · d8 negres dama · f8 negres torre · g8 negres rei · b7 negres alfil · d7 negres cavall · e7 negres peó · f7 negres peó · g7 negres alfil · h7 negres peó · a6 negres peó · f6 negres cavall · g6 negres peó · b5 negres peó · c5 negres peó · e5 blanques cavall · d4 blanques peó · b3 blanques alfil · c3 blanques cavall · e3 blanques peó · a2 blanques peó · b2 blanques peó · e2 blanques dama · f2 blanques peó · g2 blanques peó · h2 blanques peó · a1 blanques torre · c1 blanques alfil · f1 blanques torre · g1 blanques rei | a8 negres torre · d8 negres dama · f8 negres torre · g8 negres rei · b7 negres alfil · d7 negres cavall · e7 negres peó · f7 negres peó · g7 negres alfil · h7 negres peó · a6 negres peó · f6 negres cavall · g6 negres peó · b5 negres peó · c5 negres peó · e5 blanques cavall · d4 blanques peó · b3 blanques alfil · c3 blanques cavall · e3 blanques peó · a2 blanques peó · b2 blanques peó · e2 blanques dama · f2 blanques peó · g2 blanques peó · h2 blanques peó · a1 blanques torre · c1 blanques alfil · f1 blanques torre · g1 blanques rei | a8 negres torre · d8 negres dama · f8 negres torre · g8 negres rei · b7 negres alfil · d7 negres cavall · e7 negres peó · f7 negres peó · g7 negres alfil · h7 negres peó · a6 negres peó · f6 negres cavall · g6 negres peó · b5 negres peó · c5 negres peó · e5 blanques cavall · d4 blanques peó · b3 blanques alfil · c3 blanques cavall · e3 blanques peó · a2 blanques peó · b2 blanques peó · e2 blanques dama · f2 blanques peó · g2 blanques peó · h2 blanques peó · a1 blanques torre · c1 blanques alfil · f1 blanques torre · g1 blanques rei | a8 negres torre · d8 negres dama · f8 negres torre · g8 negres rei · b7 negres alfil · d7 negres cavall · e7 negres peó · f7 negres peó · g7 negres alfil · h7 negres peó · a6 negres peó · f6 negres cavall · g6 negres peó · b5 negres peó · c5 negres peó · e5 blanques cavall · d4 blanques peó · b3 blanques alfil · c3 blanques cavall · e3 blanques peó · a2 blanques peó · b2 blanques peó · e2 blanques dama · f2 blanques peó · g2 blanques peó · h2 blanques peó · a1 blanques torre · c1 blanques alfil · f1 blanques torre · g1 blanques rei | a8 negres torre · d8 negres dama · f8 negres torre · g8 negres rei · b7 negres alfil · d7 negres cavall · e7 negres peó · f7 negres peó · g7 negres alfil · h7 negres peó · a6 negres peó · f6 negres cavall · g6 negres peó · b5 negres peó · c5 negres peó · e5 blanques cavall · d4 blanques peó · b3 blanques alfil · c3 blanques cavall · e3 blanques peó · a2 blanques peó · b2 blanques peó · e2 blanques dama · f2 blanques peó · g2 blanques peó · h2 blanques peó · a1 blanques torre · c1 blanques alfil · f1 blanques torre · g1 blanques rei | a8 negres torre · d8 negres dama · f8 negres torre · g8 negres rei · b7 negres alfil · d7 negres cavall · e7 negres peó · f7 negres peó · g7 negres alfil · h7 negres peó · a6 negres peó · f6 negres cavall · g6 negres peó · b5 negres peó · c5 negres peó · e5 blanques cavall · d4 blanques peó · b3 blanques alfil · c3 blanques cavall · e3 blanques peó · a2 blanques peó · b2 blanques peó · e2 blanques dama · f2 blanques peó · g2 blanques peó · h2 blanques peó · a1 blanques torre · c1 blanques alfil · f1 blanques torre · g1 blanques rei | a8 negres torre · d8 negres dama · f8 negres torre · g8 negres rei · b7 negres alfil · d7 negres cavall · e7 negres peó · f7 negres peó · g7 negres alfil · h7 negres peó · a6 negres peó · f6 negres cavall · g6 negres peó · b5 negres peó · c5 negres peó · e5 blanques cavall · d4 blanques peó · b3 blanques alfil · c3 blanques cavall · e3 blanques peó · a2 blanques peó · b2 blanques peó · e2 blanques dama · f2 blanques peó · g2 blanques peó · h2 blanques peó · a1 blanques torre · c1 blanques alfil · f1 blanques torre · g1 blanques rei | a8 negres torre · d8 negres dama · f8 negres torre · g8 negres rei · b7 negres alfil · d7 negres cavall · e7 negres peó · f7 negres peó · g7 negres alfil · h7 negres peó · a6 negres peó · f6 negres cavall · g6 negres peó · b5 negres peó · c5 negres peó · e5 blanques cavall · d4 blanques peó · b3 blanques alfil · c3 blanques cavall · e3 blanques peó · a2 blanques peó · b2 blanques peó · e2 blanques dama · f2 blanques peó · g2 blanques peó · h2 blanques peó · a1 blanques torre · c1 blanques alfil · f1 blanques torre · g1 blanques rei | 8 |
| 7 | a8 negres torre · d8 negres dama · f8 negres torre · g8 negres rei · b7 negres alfil · d7 negres cavall · e7 negres peó · f7 negres peó · g7 negres alfil · h7 negres peó · a6 negres peó · f6 negres cavall · g6 negres peó · b5 negres peó · c5 negres peó · e5 blanques cavall · d4 blanques peó · b3 blanques alfil · c3 blanques cavall · e3 blanques peó · a2 blanques peó · b2 blanques peó · e2 blanques dama · f2 blanques peó · g2 blanques peó · h2 blanques peó · a1 blanques torre · c1 blanques alfil · f1 blanques torre · g1 blanques rei | a8 negres torre · d8 negres dama · f8 negres torre · g8 negres rei · b7 negres alfil · d7 negres cavall · e7 negres peó · f7 negres peó · g7 negres alfil · h7 negres peó · a6 negres peó · f6 negres cavall · g6 negres peó · b5 negres peó · c5 negres peó · e5 blanques cavall · d4 blanques peó · b3 blanques alfil · c3 blanques cavall · e3 blanques peó · a2 blanques peó · b2 blanques peó · e2 blanques dama · f2 blanques peó · g2 blanques peó · h2 blanques peó · a1 blanques torre · c1 blanques alfil · f1 blanques torre · g1 blanques rei | a8 negres torre · d8 negres dama · f8 negres torre · g8 negres rei · b7 negres alfil · d7 negres cavall · e7 negres peó · f7 negres peó · g7 negres alfil · h7 negres peó · a6 negres peó · f6 negres cavall · g6 negres peó · b5 negres peó · c5 negres peó · e5 blanques cavall · d4 blanques peó · b3 blanques alfil · c3 blanques cavall · e3 blanques peó · a2 blanques peó · b2 blanques peó · e2 blanques dama · f2 blanques peó · g2 blanques peó · h2 blanques peó · a1 blanques torre · c1 blanques alfil · f1 blanques torre · g1 blanques rei | a8 negres torre · d8 negres dama · f8 negres torre · g8 negres rei · b7 negres alfil · d7 negres cavall · e7 negres peó · f7 negres peó · g7 negres alfil · h7 negres peó · a6 negres peó · f6 negres cavall · g6 negres peó · b5 negres peó · c5 negres peó · e5 blanques cavall · d4 blanques peó · b3 blanques alfil · c3 blanques cavall · e3 blanques peó · a2 blanques peó · b2 blanques peó · e2 blanques dama · f2 blanques peó · g2 blanques peó · h2 blanques peó · a1 blanques torre · c1 blanques alfil · f1 blanques torre · g1 blanques rei | a8 negres torre · d8 negres dama · f8 negres torre · g8 negres rei · b7 negres alfil · d7 negres cavall · e7 negres peó · f7 negres peó · g7 negres alfil · h7 negres peó · a6 negres peó · f6 negres cavall · g6 negres peó · b5 negres peó · c5 negres peó · e5 blanques cavall · d4 blanques peó · b3 blanques alfil · c3 blanques cavall · e3 blanques peó · a2 blanques peó · b2 blanques peó · e2 blanques dama · f2 blanques peó · g2 blanques peó · h2 blanques peó · a1 blanques torre · c1 blanques alfil · f1 blanques torre · g1 blanques rei | a8 negres torre · d8 negres dama · f8 negres torre · g8 negres rei · b7 negres alfil · d7 negres cavall · e7 negres peó · f7 negres peó · g7 negres alfil · h7 negres peó · a6 negres peó · f6 negres cavall · g6 negres peó · b5 negres peó · c5 negres peó · e5 blanques cavall · d4 blanques peó · b3 blanques alfil · c3 blanques cavall · e3 blanques peó · a2 blanques peó · b2 blanques peó · e2 blanques dama · f2 blanques peó · g2 blanques peó · h2 blanques peó · a1 blanques torre · c1 blanques alfil · f1 blanques torre · g1 blanques rei | a8 negres torre · d8 negres dama · f8 negres torre · g8 negres rei · b7 negres alfil · d7 negres cavall · e7 negres peó · f7 negres peó · g7 negres alfil · h7 negres peó · a6 negres peó · f6 negres cavall · g6 negres peó · b5 negres peó · c5 negres peó · e5 blanques cavall · d4 blanques peó · b3 blanques alfil · c3 blanques cavall · e3 blanques peó · a2 blanques peó · b2 blanques peó · e2 blanques dama · f2 blanques peó · g2 blanques peó · h2 blanques peó · a1 blanques torre · c1 blanques alfil · f1 blanques torre · g1 blanques rei | a8 negres torre · d8 negres dama · f8 negres torre · g8 negres rei · b7 negres alfil · d7 negres cavall · e7 negres peó · f7 negres peó · g7 negres alfil · h7 negres peó · a6 negres peó · f6 negres cavall · g6 negres peó · b5 negres peó · c5 negres peó · e5 blanques cavall · d4 blanques peó · b3 blanques alfil · c3 blanques cavall · e3 blanques peó · a2 blanques peó · b2 blanques peó · e2 blanques dama · f2 blanques peó · g2 blanques peó · h2 blanques peó · a1 blanques torre · c1 blanques alfil · f1 blanques torre · g1 blanques rei | 7 |
| 6 | a8 negres torre · d8 negres dama · f8 negres torre · g8 negres rei · b7 negres alfil · d7 negres cavall · e7 negres peó · f7 negres peó · g7 negres alfil · h7 negres peó · a6 negres peó · f6 negres cavall · g6 negres peó · b5 negres peó · c5 negres peó · e5 blanques cavall · d4 blanques peó · b3 blanques alfil · c3 blanques cavall · e3 blanques peó · a2 blanques peó · b2 blanques peó · e2 blanques dama · f2 blanques peó · g2 blanques peó · h2 blanques peó · a1 blanques torre · c1 blanques alfil · f1 blanques torre · g1 blanques rei | a8 negres torre · d8 negres dama · f8 negres torre · g8 negres rei · b7 negres alfil · d7 negres cavall · e7 negres peó · f7 negres peó · g7 negres alfil · h7 negres peó · a6 negres peó · f6 negres cavall · g6 negres peó · b5 negres peó · c5 negres peó · e5 blanques cavall · d4 blanques peó · b3 blanques alfil · c3 blanques cavall · e3 blanques peó · a2 blanques peó · b2 blanques peó · e2 blanques dama · f2 blanques peó · g2 blanques peó · h2 blanques peó · a1 blanques torre · c1 blanques alfil · f1 blanques torre · g1 blanques rei | a8 negres torre · d8 negres dama · f8 negres torre · g8 negres rei · b7 negres alfil · d7 negres cavall · e7 negres peó · f7 negres peó · g7 negres alfil · h7 negres peó · a6 negres peó · f6 negres cavall · g6 negres peó · b5 negres peó · c5 negres peó · e5 blanques cavall · d4 blanques peó · b3 blanques alfil · c3 blanques cavall · e3 blanques peó · a2 blanques peó · b2 blanques peó · e2 blanques dama · f2 blanques peó · g2 blanques peó · h2 blanques peó · a1 blanques torre · c1 blanques alfil · f1 blanques torre · g1 blanques rei | a8 negres torre · d8 negres dama · f8 negres torre · g8 negres rei · b7 negres alfil · d7 negres cavall · e7 negres peó · f7 negres peó · g7 negres alfil · h7 negres peó · a6 negres peó · f6 negres cavall · g6 negres peó · b5 negres peó · c5 negres peó · e5 blanques cavall · d4 blanques peó · b3 blanques alfil · c3 blanques cavall · e3 blanques peó · a2 blanques peó · b2 blanques peó · e2 blanques dama · f2 blanques peó · g2 blanques peó · h2 blanques peó · a1 blanques torre · c1 blanques alfil · f1 blanques torre · g1 blanques rei | a8 negres torre · d8 negres dama · f8 negres torre · g8 negres rei · b7 negres alfil · d7 negres cavall · e7 negres peó · f7 negres peó · g7 negres alfil · h7 negres peó · a6 negres peó · f6 negres cavall · g6 negres peó · b5 negres peó · c5 negres peó · e5 blanques cavall · d4 blanques peó · b3 blanques alfil · c3 blanques cavall · e3 blanques peó · a2 blanques peó · b2 blanques peó · e2 blanques dama · f2 blanques peó · g2 blanques peó · h2 blanques peó · a1 blanques torre · c1 blanques alfil · f1 blanques torre · g1 blanques rei | a8 negres torre · d8 negres dama · f8 negres torre · g8 negres rei · b7 negres alfil · d7 negres cavall · e7 negres peó · f7 negres peó · g7 negres alfil · h7 negres peó · a6 negres peó · f6 negres cavall · g6 negres peó · b5 negres peó · c5 negres peó · e5 blanques cavall · d4 blanques peó · b3 blanques alfil · c3 blanques cavall · e3 blanques peó · a2 blanques peó · b2 blanques peó · e2 blanques dama · f2 blanques peó · g2 blanques peó · h2 blanques peó · a1 blanques torre · c1 blanques alfil · f1 blanques torre · g1 blanques rei | a8 negres torre · d8 negres dama · f8 negres torre · g8 negres rei · b7 negres alfil · d7 negres cavall · e7 negres peó · f7 negres peó · g7 negres alfil · h7 negres peó · a6 negres peó · f6 negres cavall · g6 negres peó · b5 negres peó · c5 negres peó · e5 blanques cavall · d4 blanques peó · b3 blanques alfil · c3 blanques cavall · e3 blanques peó · a2 blanques peó · b2 blanques peó · e2 blanques dama · f2 blanques peó · g2 blanques peó · h2 blanques peó · a1 blanques torre · c1 blanques alfil · f1 blanques torre · g1 blanques rei | a8 negres torre · d8 negres dama · f8 negres torre · g8 negres rei · b7 negres alfil · d7 negres cavall · e7 negres peó · f7 negres peó · g7 negres alfil · h7 negres peó · a6 negres peó · f6 negres cavall · g6 negres peó · b5 negres peó · c5 negres peó · e5 blanques cavall · d4 blanques peó · b3 blanques alfil · c3 blanques cavall · e3 blanques peó · a2 blanques peó · b2 blanques peó · e2 blanques dama · f2 blanques peó · g2 blanques peó · h2 blanques peó · a1 blanques torre · c1 blanques alfil · f1 blanques torre · g1 blanques rei | 6 |
| 5 | a8 negres torre · d8 negres dama · f8 negres torre · g8 negres rei · b7 negres alfil · d7 negres cavall · e7 negres peó · f7 negres peó · g7 negres alfil · h7 negres peó · a6 negres peó · f6 negres cavall · g6 negres peó · b5 negres peó · c5 negres peó · e5 blanques cavall · d4 blanques peó · b3 blanques alfil · c3 blanques cavall · e3 blanques peó · a2 blanques peó · b2 blanques peó · e2 blanques dama · f2 blanques peó · g2 blanques peó · h2 blanques peó · a1 blanques torre · c1 blanques alfil · f1 blanques torre · g1 blanques rei | a8 negres torre · d8 negres dama · f8 negres torre · g8 negres rei · b7 negres alfil · d7 negres cavall · e7 negres peó · f7 negres peó · g7 negres alfil · h7 negres peó · a6 negres peó · f6 negres cavall · g6 negres peó · b5 negres peó · c5 negres peó · e5 blanques cavall · d4 blanques peó · b3 blanques alfil · c3 blanques cavall · e3 blanques peó · a2 blanques peó · b2 blanques peó · e2 blanques dama · f2 blanques peó · g2 blanques peó · h2 blanques peó · a1 blanques torre · c1 blanques alfil · f1 blanques torre · g1 blanques rei | a8 negres torre · d8 negres dama · f8 negres torre · g8 negres rei · b7 negres alfil · d7 negres cavall · e7 negres peó · f7 negres peó · g7 negres alfil · h7 negres peó · a6 negres peó · f6 negres cavall · g6 negres peó · b5 negres peó · c5 negres peó · e5 blanques cavall · d4 blanques peó · b3 blanques alfil · c3 blanques cavall · e3 blanques peó · a2 blanques peó · b2 blanques peó · e2 blanques dama · f2 blanques peó · g2 blanques peó · h2 blanques peó · a1 blanques torre · c1 blanques alfil · f1 blanques torre · g1 blanques rei | a8 negres torre · d8 negres dama · f8 negres torre · g8 negres rei · b7 negres alfil · d7 negres cavall · e7 negres peó · f7 negres peó · g7 negres alfil · h7 negres peó · a6 negres peó · f6 negres cavall · g6 negres peó · b5 negres peó · c5 negres peó · e5 blanques cavall · d4 blanques peó · b3 blanques alfil · c3 blanques cavall · e3 blanques peó · a2 blanques peó · b2 blanques peó · e2 blanques dama · f2 blanques peó · g2 blanques peó · h2 blanques peó · a1 blanques torre · c1 blanques alfil · f1 blanques torre · g1 blanques rei | a8 negres torre · d8 negres dama · f8 negres torre · g8 negres rei · b7 negres alfil · d7 negres cavall · e7 negres peó · f7 negres peó · g7 negres alfil · h7 negres peó · a6 negres peó · f6 negres cavall · g6 negres peó · b5 negres peó · c5 negres peó · e5 blanques cavall · d4 blanques peó · b3 blanques alfil · c3 blanques cavall · e3 blanques peó · a2 blanques peó · b2 blanques peó · e2 blanques dama · f2 blanques peó · g2 blanques peó · h2 blanques peó · a1 blanques torre · c1 blanques alfil · f1 blanques torre · g1 blanques rei | a8 negres torre · d8 negres dama · f8 negres torre · g8 negres rei · b7 negres alfil · d7 negres cavall · e7 negres peó · f7 negres peó · g7 negres alfil · h7 negres peó · a6 negres peó · f6 negres cavall · g6 negres peó · b5 negres peó · c5 negres peó · e5 blanques cavall · d4 blanques peó · b3 blanques alfil · c3 blanques cavall · e3 blanques peó · a2 blanques peó · b2 blanques peó · e2 blanques dama · f2 blanques peó · g2 blanques peó · h2 blanques peó · a1 blanques torre · c1 blanques alfil · f1 blanques torre · g1 blanques rei | a8 negres torre · d8 negres dama · f8 negres torre · g8 negres rei · b7 negres alfil · d7 negres cavall · e7 negres peó · f7 negres peó · g7 negres alfil · h7 negres peó · a6 negres peó · f6 negres cavall · g6 negres peó · b5 negres peó · c5 negres peó · e5 blanques cavall · d4 blanques peó · b3 blanques alfil · c3 blanques cavall · e3 blanques peó · a2 blanques peó · b2 blanques peó · e2 blanques dama · f2 blanques peó · g2 blanques peó · h2 blanques peó · a1 blanques torre · c1 blanques alfil · f1 blanques torre · g1 blanques rei | a8 negres torre · d8 negres dama · f8 negres torre · g8 negres rei · b7 negres alfil · d7 negres cavall · e7 negres peó · f7 negres peó · g7 negres alfil · h7 negres peó · a6 negres peó · f6 negres cavall · g6 negres peó · b5 negres peó · c5 negres peó · e5 blanques cavall · d4 blanques peó · b3 blanques alfil · c3 blanques cavall · e3 blanques peó · a2 blanques peó · b2 blanques peó · e2 blanques dama · f2 blanques peó · g2 blanques peó · h2 blanques peó · a1 blanques torre · c1 blanques alfil · f1 blanques torre · g1 blanques rei | 5 |
| 4 | a8 negres torre · d8 negres dama · f8 negres torre · g8 negres rei · b7 negres alfil · d7 negres cavall · e7 negres peó · f7 negres peó · g7 negres alfil · h7 negres peó · a6 negres peó · f6 negres cavall · g6 negres peó · b5 negres peó · c5 negres peó · e5 blanques cavall · d4 blanques peó · b3 blanques alfil · c3 blanques cavall · e3 blanques peó · a2 blanques peó · b2 blanques peó · e2 blanques dama · f2 blanques peó · g2 blanques peó · h2 blanques peó · a1 blanques torre · c1 blanques alfil · f1 blanques torre · g1 blanques rei | a8 negres torre · d8 negres dama · f8 negres torre · g8 negres rei · b7 negres alfil · d7 negres cavall · e7 negres peó · f7 negres peó · g7 negres alfil · h7 negres peó · a6 negres peó · f6 negres cavall · g6 negres peó · b5 negres peó · c5 negres peó · e5 blanques cavall · d4 blanques peó · b3 blanques alfil · c3 blanques cavall · e3 blanques peó · a2 blanques peó · b2 blanques peó · e2 blanques dama · f2 blanques peó · g2 blanques peó · h2 blanques peó · a1 blanques torre · c1 blanques alfil · f1 blanques torre · g1 blanques rei | a8 negres torre · d8 negres dama · f8 negres torre · g8 negres rei · b7 negres alfil · d7 negres cavall · e7 negres peó · f7 negres peó · g7 negres alfil · h7 negres peó · a6 negres peó · f6 negres cavall · g6 negres peó · b5 negres peó · c5 negres peó · e5 blanques cavall · d4 blanques peó · b3 blanques alfil · c3 blanques cavall · e3 blanques peó · a2 blanques peó · b2 blanques peó · e2 blanques dama · f2 blanques peó · g2 blanques peó · h2 blanques peó · a1 blanques torre · c1 blanques alfil · f1 blanques torre · g1 blanques rei | a8 negres torre · d8 negres dama · f8 negres torre · g8 negres rei · b7 negres alfil · d7 negres cavall · e7 negres peó · f7 negres peó · g7 negres alfil · h7 negres peó · a6 negres peó · f6 negres cavall · g6 negres peó · b5 negres peó · c5 negres peó · e5 blanques cavall · d4 blanques peó · b3 blanques alfil · c3 blanques cavall · e3 blanques peó · a2 blanques peó · b2 blanques peó · e2 blanques dama · f2 blanques peó · g2 blanques peó · h2 blanques peó · a1 blanques torre · c1 blanques alfil · f1 blanques torre · g1 blanques rei | a8 negres torre · d8 negres dama · f8 negres torre · g8 negres rei · b7 negres alfil · d7 negres cavall · e7 negres peó · f7 negres peó · g7 negres alfil · h7 negres peó · a6 negres peó · f6 negres cavall · g6 negres peó · b5 negres peó · c5 negres peó · e5 blanques cavall · d4 blanques peó · b3 blanques alfil · c3 blanques cavall · e3 blanques peó · a2 blanques peó · b2 blanques peó · e2 blanques dama · f2 blanques peó · g2 blanques peó · h2 blanques peó · a1 blanques torre · c1 blanques alfil · f1 blanques torre · g1 blanques rei | a8 negres torre · d8 negres dama · f8 negres torre · g8 negres rei · b7 negres alfil · d7 negres cavall · e7 negres peó · f7 negres peó · g7 negres alfil · h7 negres peó · a6 negres peó · f6 negres cavall · g6 negres peó · b5 negres peó · c5 negres peó · e5 blanques cavall · d4 blanques peó · b3 blanques alfil · c3 blanques cavall · e3 blanques peó · a2 blanques peó · b2 blanques peó · e2 blanques dama · f2 blanques peó · g2 blanques peó · h2 blanques peó · a1 blanques torre · c1 blanques alfil · f1 blanques torre · g1 blanques rei | a8 negres torre · d8 negres dama · f8 negres torre · g8 negres rei · b7 negres alfil · d7 negres cavall · e7 negres peó · f7 negres peó · g7 negres alfil · h7 negres peó · a6 negres peó · f6 negres cavall · g6 negres peó · b5 negres peó · c5 negres peó · e5 blanques cavall · d4 blanques peó · b3 blanques alfil · c3 blanques cavall · e3 blanques peó · a2 blanques peó · b2 blanques peó · e2 blanques dama · f2 blanques peó · g2 blanques peó · h2 blanques peó · a1 blanques torre · c1 blanques alfil · f1 blanques torre · g1 blanques rei | a8 negres torre · d8 negres dama · f8 negres torre · g8 negres rei · b7 negres alfil · d7 negres cavall · e7 negres peó · f7 negres peó · g7 negres alfil · h7 negres peó · a6 negres peó · f6 negres cavall · g6 negres peó · b5 negres peó · c5 negres peó · e5 blanques cavall · d4 blanques peó · b3 blanques alfil · c3 blanques cavall · e3 blanques peó · a2 blanques peó · b2 blanques peó · e2 blanques dama · f2 blanques peó · g2 blanques peó · h2 blanques peó · a1 blanques torre · c1 blanques alfil · f1 blanques torre · g1 blanques rei | 4 |
| 3 | a8 negres torre · d8 negres dama · f8 negres torre · g8 negres rei · b7 negres alfil · d7 negres cavall · e7 negres peó · f7 negres peó · g7 negres alfil · h7 negres peó · a6 negres peó · f6 negres cavall · g6 negres peó · b5 negres peó · c5 negres peó · e5 blanques cavall · d4 blanques peó · b3 blanques alfil · c3 blanques cavall · e3 blanques peó · a2 blanques peó · b2 blanques peó · e2 blanques dama · f2 blanques peó · g2 blanques peó · h2 blanques peó · a1 blanques torre · c1 blanques alfil · f1 blanques torre · g1 blanques rei | a8 negres torre · d8 negres dama · f8 negres torre · g8 negres rei · b7 negres alfil · d7 negres cavall · e7 negres peó · f7 negres peó · g7 negres alfil · h7 negres peó · a6 negres peó · f6 negres cavall · g6 negres peó · b5 negres peó · c5 negres peó · e5 blanques cavall · d4 blanques peó · b3 blanques alfil · c3 blanques cavall · e3 blanques peó · a2 blanques peó · b2 blanques peó · e2 blanques dama · f2 blanques peó · g2 blanques peó · h2 blanques peó · a1 blanques torre · c1 blanques alfil · f1 blanques torre · g1 blanques rei | a8 negres torre · d8 negres dama · f8 negres torre · g8 negres rei · b7 negres alfil · d7 negres cavall · e7 negres peó · f7 negres peó · g7 negres alfil · h7 negres peó · a6 negres peó · f6 negres cavall · g6 negres peó · b5 negres peó · c5 negres peó · e5 blanques cavall · d4 blanques peó · b3 blanques alfil · c3 blanques cavall · e3 blanques peó · a2 blanques peó · b2 blanques peó · e2 blanques dama · f2 blanques peó · g2 blanques peó · h2 blanques peó · a1 blanques torre · c1 blanques alfil · f1 blanques torre · g1 blanques rei | a8 negres torre · d8 negres dama · f8 negres torre · g8 negres rei · b7 negres alfil · d7 negres cavall · e7 negres peó · f7 negres peó · g7 negres alfil · h7 negres peó · a6 negres peó · f6 negres cavall · g6 negres peó · b5 negres peó · c5 negres peó · e5 blanques cavall · d4 blanques peó · b3 blanques alfil · c3 blanques cavall · e3 blanques peó · a2 blanques peó · b2 blanques peó · e2 blanques dama · f2 blanques peó · g2 blanques peó · h2 blanques peó · a1 blanques torre · c1 blanques alfil · f1 blanques torre · g1 blanques rei | a8 negres torre · d8 negres dama · f8 negres torre · g8 negres rei · b7 negres alfil · d7 negres cavall · e7 negres peó · f7 negres peó · g7 negres alfil · h7 negres peó · a6 negres peó · f6 negres cavall · g6 negres peó · b5 negres peó · c5 negres peó · e5 blanques cavall · d4 blanques peó · b3 blanques alfil · c3 blanques cavall · e3 blanques peó · a2 blanques peó · b2 blanques peó · e2 blanques dama · f2 blanques peó · g2 blanques peó · h2 blanques peó · a1 blanques torre · c1 blanques alfil · f1 blanques torre · g1 blanques rei | a8 negres torre · d8 negres dama · f8 negres torre · g8 negres rei · b7 negres alfil · d7 negres cavall · e7 negres peó · f7 negres peó · g7 negres alfil · h7 negres peó · a6 negres peó · f6 negres cavall · g6 negres peó · b5 negres peó · c5 negres peó · e5 blanques cavall · d4 blanques peó · b3 blanques alfil · c3 blanques cavall · e3 blanques peó · a2 blanques peó · b2 blanques peó · e2 blanques dama · f2 blanques peó · g2 blanques peó · h2 blanques peó · a1 blanques torre · c1 blanques alfil · f1 blanques torre · g1 blanques rei | a8 negres torre · d8 negres dama · f8 negres torre · g8 negres rei · b7 negres alfil · d7 negres cavall · e7 negres peó · f7 negres peó · g7 negres alfil · h7 negres peó · a6 negres peó · f6 negres cavall · g6 negres peó · b5 negres peó · c5 negres peó · e5 blanques cavall · d4 blanques peó · b3 blanques alfil · c3 blanques cavall · e3 blanques peó · a2 blanques peó · b2 blanques peó · e2 blanques dama · f2 blanques peó · g2 blanques peó · h2 blanques peó · a1 blanques torre · c1 blanques alfil · f1 blanques torre · g1 blanques rei | a8 negres torre · d8 negres dama · f8 negres torre · g8 negres rei · b7 negres alfil · d7 negres cavall · e7 negres peó · f7 negres peó · g7 negres alfil · h7 negres peó · a6 negres peó · f6 negres cavall · g6 negres peó · b5 negres peó · c5 negres peó · e5 blanques cavall · d4 blanques peó · b3 blanques alfil · c3 blanques cavall · e3 blanques peó · a2 blanques peó · b2 blanques peó · e2 blanques dama · f2 blanques peó · g2 blanques peó · h2 blanques peó · a1 blanques torre · c1 blanques alfil · f1 blanques torre · g1 blanques rei | 3 |
| 2 | a8 negres torre · d8 negres dama · f8 negres torre · g8 negres rei · b7 negres alfil · d7 negres cavall · e7 negres peó · f7 negres peó · g7 negres alfil · h7 negres peó · a6 negres peó · f6 negres cavall · g6 negres peó · b5 negres peó · c5 negres peó · e5 blanques cavall · d4 blanques peó · b3 blanques alfil · c3 blanques cavall · e3 blanques peó · a2 blanques peó · b2 blanques peó · e2 blanques dama · f2 blanques peó · g2 blanques peó · h2 blanques peó · a1 blanques torre · c1 blanques alfil · f1 blanques torre · g1 blanques rei | a8 negres torre · d8 negres dama · f8 negres torre · g8 negres rei · b7 negres alfil · d7 negres cavall · e7 negres peó · f7 negres peó · g7 negres alfil · h7 negres peó · a6 negres peó · f6 negres cavall · g6 negres peó · b5 negres peó · c5 negres peó · e5 blanques cavall · d4 blanques peó · b3 blanques alfil · c3 blanques cavall · e3 blanques peó · a2 blanques peó · b2 blanques peó · e2 blanques dama · f2 blanques peó · g2 blanques peó · h2 blanques peó · a1 blanques torre · c1 blanques alfil · f1 blanques torre · g1 blanques rei | a8 negres torre · d8 negres dama · f8 negres torre · g8 negres rei · b7 negres alfil · d7 negres cavall · e7 negres peó · f7 negres peó · g7 negres alfil · h7 negres peó · a6 negres peó · f6 negres cavall · g6 negres peó · b5 negres peó · c5 negres peó · e5 blanques cavall · d4 blanques peó · b3 blanques alfil · c3 blanques cavall · e3 blanques peó · a2 blanques peó · b2 blanques peó · e2 blanques dama · f2 blanques peó · g2 blanques peó · h2 blanques peó · a1 blanques torre · c1 blanques alfil · f1 blanques torre · g1 blanques rei | a8 negres torre · d8 negres dama · f8 negres torre · g8 negres rei · b7 negres alfil · d7 negres cavall · e7 negres peó · f7 negres peó · g7 negres alfil · h7 negres peó · a6 negres peó · f6 negres cavall · g6 negres peó · b5 negres peó · c5 negres peó · e5 blanques cavall · d4 blanques peó · b3 blanques alfil · c3 blanques cavall · e3 blanques peó · a2 blanques peó · b2 blanques peó · e2 blanques dama · f2 blanques peó · g2 blanques peó · h2 blanques peó · a1 blanques torre · c1 blanques alfil · f1 blanques torre · g1 blanques rei | a8 negres torre · d8 negres dama · f8 negres torre · g8 negres rei · b7 negres alfil · d7 negres cavall · e7 negres peó · f7 negres peó · g7 negres alfil · h7 negres peó · a6 negres peó · f6 negres cavall · g6 negres peó · b5 negres peó · c5 negres peó · e5 blanques cavall · d4 blanques peó · b3 blanques alfil · c3 blanques cavall · e3 blanques peó · a2 blanques peó · b2 blanques peó · e2 blanques dama · f2 blanques peó · g2 blanques peó · h2 blanques peó · a1 blanques torre · c1 blanques alfil · f1 blanques torre · g1 blanques rei | a8 negres torre · d8 negres dama · f8 negres torre · g8 negres rei · b7 negres alfil · d7 negres cavall · e7 negres peó · f7 negres peó · g7 negres alfil · h7 negres peó · a6 negres peó · f6 negres cavall · g6 negres peó · b5 negres peó · c5 negres peó · e5 blanques cavall · d4 blanques peó · b3 blanques alfil · c3 blanques cavall · e3 blanques peó · a2 blanques peó · b2 blanques peó · e2 blanques dama · f2 blanques peó · g2 blanques peó · h2 blanques peó · a1 blanques torre · c1 blanques alfil · f1 blanques torre · g1 blanques rei | a8 negres torre · d8 negres dama · f8 negres torre · g8 negres rei · b7 negres alfil · d7 negres cavall · e7 negres peó · f7 negres peó · g7 negres alfil · h7 negres peó · a6 negres peó · f6 negres cavall · g6 negres peó · b5 negres peó · c5 negres peó · e5 blanques cavall · d4 blanques peó · b3 blanques alfil · c3 blanques cavall · e3 blanques peó · a2 blanques peó · b2 blanques peó · e2 blanques dama · f2 blanques peó · g2 blanques peó · h2 blanques peó · a1 blanques torre · c1 blanques alfil · f1 blanques torre · g1 blanques rei | a8 negres torre · d8 negres dama · f8 negres torre · g8 negres rei · b7 negres alfil · d7 negres cavall · e7 negres peó · f7 negres peó · g7 negres alfil · h7 negres peó · a6 negres peó · f6 negres cavall · g6 negres peó · b5 negres peó · c5 negres peó · e5 blanques cavall · d4 blanques peó · b3 blanques alfil · c3 blanques cavall · e3 blanques peó · a2 blanques peó · b2 blanques peó · e2 blanques dama · f2 blanques peó · g2 blanques peó · h2 blanques peó · a1 blanques torre · c1 blanques alfil · f1 blanques torre · g1 blanques rei | 2 |
| 1 | a8 negres torre · d8 negres dama · f8 negres torre · g8 negres rei · b7 negres alfil · d7 negres cavall · e7 negres peó · f7 negres peó · g7 negres alfil · h7 negres peó · a6 negres peó · f6 negres cavall · g6 negres peó · b5 negres peó · c5 negres peó · e5 blanques cavall · d4 blanques peó · b3 blanques alfil · c3 blanques cavall · e3 blanques peó · a2 blanques peó · b2 blanques peó · e2 blanques dama · f2 blanques peó · g2 blanques peó · h2 blanques peó · a1 blanques torre · c1 blanques alfil · f1 blanques torre · g1 blanques rei | a8 negres torre · d8 negres dama · f8 negres torre · g8 negres rei · b7 negres alfil · d7 negres cavall · e7 negres peó · f7 negres peó · g7 negres alfil · h7 negres peó · a6 negres peó · f6 negres cavall · g6 negres peó · b5 negres peó · c5 negres peó · e5 blanques cavall · d4 blanques peó · b3 blanques alfil · c3 blanques cavall · e3 blanques peó · a2 blanques peó · b2 blanques peó · e2 blanques dama · f2 blanques peó · g2 blanques peó · h2 blanques peó · a1 blanques torre · c1 blanques alfil · f1 blanques torre · g1 blanques rei | a8 negres torre · d8 negres dama · f8 negres torre · g8 negres rei · b7 negres alfil · d7 negres cavall · e7 negres peó · f7 negres peó · g7 negres alfil · h7 negres peó · a6 negres peó · f6 negres cavall · g6 negres peó · b5 negres peó · c5 negres peó · e5 blanques cavall · d4 blanques peó · b3 blanques alfil · c3 blanques cavall · e3 blanques peó · a2 blanques peó · b2 blanques peó · e2 blanques dama · f2 blanques peó · g2 blanques peó · h2 blanques peó · a1 blanques torre · c1 blanques alfil · f1 blanques torre · g1 blanques rei | a8 negres torre · d8 negres dama · f8 negres torre · g8 negres rei · b7 negres alfil · d7 negres cavall · e7 negres peó · f7 negres peó · g7 negres alfil · h7 negres peó · a6 negres peó · f6 negres cavall · g6 negres peó · b5 negres peó · c5 negres peó · e5 blanques cavall · d4 blanques peó · b3 blanques alfil · c3 blanques cavall · e3 blanques peó · a2 blanques peó · b2 blanques peó · e2 blanques dama · f2 blanques peó · g2 blanques peó · h2 blanques peó · a1 blanques torre · c1 blanques alfil · f1 blanques torre · g1 blanques rei | a8 negres torre · d8 negres dama · f8 negres torre · g8 negres rei · b7 negres alfil · d7 negres cavall · e7 negres peó · f7 negres peó · g7 negres alfil · h7 negres peó · a6 negres peó · f6 negres cavall · g6 negres peó · b5 negres peó · c5 negres peó · e5 blanques cavall · d4 blanques peó · b3 blanques alfil · c3 blanques cavall · e3 blanques peó · a2 blanques peó · b2 blanques peó · e2 blanques dama · f2 blanques peó · g2 blanques peó · h2 blanques peó · a1 blanques torre · c1 blanques alfil · f1 blanques torre · g1 blanques rei | a8 negres torre · d8 negres dama · f8 negres torre · g8 negres rei · b7 negres alfil · d7 negres cavall · e7 negres peó · f7 negres peó · g7 negres alfil · h7 negres peó · a6 negres peó · f6 negres cavall · g6 negres peó · b5 negres peó · c5 negres peó · e5 blanques cavall · d4 blanques peó · b3 blanques alfil · c3 blanques cavall · e3 blanques peó · a2 blanques peó · b2 blanques peó · e2 blanques dama · f2 blanques peó · g2 blanques peó · h2 blanques peó · a1 blanques torre · c1 blanques alfil · f1 blanques torre · g1 blanques rei | a8 negres torre · d8 negres dama · f8 negres torre · g8 negres rei · b7 negres alfil · d7 negres cavall · e7 negres peó · f7 negres peó · g7 negres alfil · h7 negres peó · a6 negres peó · f6 negres cavall · g6 negres peó · b5 negres peó · c5 negres peó · e5 blanques cavall · d4 blanques peó · b3 blanques alfil · c3 blanques cavall · e3 blanques peó · a2 blanques peó · b2 blanques peó · e2 blanques dama · f2 blanques peó · g2 blanques peó · h2 blanques peó · a1 blanques torre · c1 blanques alfil · f1 blanques torre · g1 blanques rei | a8 negres torre · d8 negres dama · f8 negres torre · g8 negres rei · b7 negres alfil · d7 negres cavall · e7 negres peó · f7 negres peó · g7 negres alfil · h7 negres peó · a6 negres peó · f6 negres cavall · g6 negres peó · b5 negres peó · c5 negres peó · e5 blanques cavall · d4 blanques peó · b3 blanques alfil · c3 blanques cavall · e3 blanques peó · a2 blanques peó · b2 blanques peó · e2 blanques dama · f2 blanques peó · g2 blanques peó · h2 blanques peó · a1 blanques torre · c1 blanques alfil · f1 blanques torre · g1 blanques rei | 1 |
|   | a | b | c | d | e | f | g | h |   |

S'han detectat deficiències en el sistema. Per exemple, en posicions en què un alfil i un cavall poden ser canviats per una torre i un peó, les quals són molt comunes (vegeu el diagrama). En aquesta posició, les blanques no haurien de fer:
1. Cxf7? Txf7
2. Axf7+ Rxf7
Això semblaria en principi un canvi igual de material (sis punts per sis punts), però no ho és perquè les dues peces menors són millors que la torre i el peó en el mig joc (Silman 1998:340–42). Pachman diu també que dos alfils gairebé sempre són millors que una torre i un peó (Pachman 1971:11).
En moltes obertures, dues peces menors són millors que una torre i un peó, i són normalment com a mínim tan bones com una torre i dos peons, fins que la posició se simplifiqui molt (per exemple, en un mig joc tardà, o en un final). Les peces menors entren en joc abans que les torres, i es coordinen millor, especialment quan hi ha moltes peces i peons sobre el tauler. Les torres són normalment desenvolupades més tard, i són sovint bloquejades pels peons fins més tard en la partida (Watson 2006:102).
|   | a | b | c | d | e | f | g | h |   |
| 8 | a8 negres torre · b8 negres cavall · d8 negres dama · f8 negres torre · c7 negres peó · e7 negres peó · f7 negres peó · g7 negres rei · h7 negres peó · a6 negres peó · g6 negres peó · b5 negres peó · d4 blanques peó · b3 blanques peó · c3 blanques cavall · f3 blanques cavall · b2 blanques peó · f2 blanques peó · g2 blanques peó · h2 blanques peó · a1 blanques torre · c1 blanques alfil · e1 blanques rei · f1 blanques alfil · h1 blanques torre | a8 negres torre · b8 negres cavall · d8 negres dama · f8 negres torre · c7 negres peó · e7 negres peó · f7 negres peó · g7 negres rei · h7 negres peó · a6 negres peó · g6 negres peó · b5 negres peó · d4 blanques peó · b3 blanques peó · c3 blanques cavall · f3 blanques cavall · b2 blanques peó · f2 blanques peó · g2 blanques peó · h2 blanques peó · a1 blanques torre · c1 blanques alfil · e1 blanques rei · f1 blanques alfil · h1 blanques torre | a8 negres torre · b8 negres cavall · d8 negres dama · f8 negres torre · c7 negres peó · e7 negres peó · f7 negres peó · g7 negres rei · h7 negres peó · a6 negres peó · g6 negres peó · b5 negres peó · d4 blanques peó · b3 blanques peó · c3 blanques cavall · f3 blanques cavall · b2 blanques peó · f2 blanques peó · g2 blanques peó · h2 blanques peó · a1 blanques torre · c1 blanques alfil · e1 blanques rei · f1 blanques alfil · h1 blanques torre | a8 negres torre · b8 negres cavall · d8 negres dama · f8 negres torre · c7 negres peó · e7 negres peó · f7 negres peó · g7 negres rei · h7 negres peó · a6 negres peó · g6 negres peó · b5 negres peó · d4 blanques peó · b3 blanques peó · c3 blanques cavall · f3 blanques cavall · b2 blanques peó · f2 blanques peó · g2 blanques peó · h2 blanques peó · a1 blanques torre · c1 blanques alfil · e1 blanques rei · f1 blanques alfil · h1 blanques torre | a8 negres torre · b8 negres cavall · d8 negres dama · f8 negres torre · c7 negres peó · e7 negres peó · f7 negres peó · g7 negres rei · h7 negres peó · a6 negres peó · g6 negres peó · b5 negres peó · d4 blanques peó · b3 blanques peó · c3 blanques cavall · f3 blanques cavall · b2 blanques peó · f2 blanques peó · g2 blanques peó · h2 blanques peó · a1 blanques torre · c1 blanques alfil · e1 blanques rei · f1 blanques alfil · h1 blanques torre | a8 negres torre · b8 negres cavall · d8 negres dama · f8 negres torre · c7 negres peó · e7 negres peó · f7 negres peó · g7 negres rei · h7 negres peó · a6 negres peó · g6 negres peó · b5 negres peó · d4 blanques peó · b3 blanques peó · c3 blanques cavall · f3 blanques cavall · b2 blanques peó · f2 blanques peó · g2 blanques peó · h2 blanques peó · a1 blanques torre · c1 blanques alfil · e1 blanques rei · f1 blanques alfil · h1 blanques torre | a8 negres torre · b8 negres cavall · d8 negres dama · f8 negres torre · c7 negres peó · e7 negres peó · f7 negres peó · g7 negres rei · h7 negres peó · a6 negres peó · g6 negres peó · b5 negres peó · d4 blanques peó · b3 blanques peó · c3 blanques cavall · f3 blanques cavall · b2 blanques peó · f2 blanques peó · g2 blanques peó · h2 blanques peó · a1 blanques torre · c1 blanques alfil · e1 blanques rei · f1 blanques alfil · h1 blanques torre | a8 negres torre · b8 negres cavall · d8 negres dama · f8 negres torre · c7 negres peó · e7 negres peó · f7 negres peó · g7 negres rei · h7 negres peó · a6 negres peó · g6 negres peó · b5 negres peó · d4 blanques peó · b3 blanques peó · c3 blanques cavall · f3 blanques cavall · b2 blanques peó · f2 blanques peó · g2 blanques peó · h2 blanques peó · a1 blanques torre · c1 blanques alfil · e1 blanques rei · f1 blanques alfil · h1 blanques torre | 8 |
| 7 | a8 negres torre · b8 negres cavall · d8 negres dama · f8 negres torre · c7 negres peó · e7 negres peó · f7 negres peó · g7 negres rei · h7 negres peó · a6 negres peó · g6 negres peó · b5 negres peó · d4 blanques peó · b3 blanques peó · c3 blanques cavall · f3 blanques cavall · b2 blanques peó · f2 blanques peó · g2 blanques peó · h2 blanques peó · a1 blanques torre · c1 blanques alfil · e1 blanques rei · f1 blanques alfil · h1 blanques torre | a8 negres torre · b8 negres cavall · d8 negres dama · f8 negres torre · c7 negres peó · e7 negres peó · f7 negres peó · g7 negres rei · h7 negres peó · a6 negres peó · g6 negres peó · b5 negres peó · d4 blanques peó · b3 blanques peó · c3 blanques cavall · f3 blanques cavall · b2 blanques peó · f2 blanques peó · g2 blanques peó · h2 blanques peó · a1 blanques torre · c1 blanques alfil · e1 blanques rei · f1 blanques alfil · h1 blanques torre | a8 negres torre · b8 negres cavall · d8 negres dama · f8 negres torre · c7 negres peó · e7 negres peó · f7 negres peó · g7 negres rei · h7 negres peó · a6 negres peó · g6 negres peó · b5 negres peó · d4 blanques peó · b3 blanques peó · c3 blanques cavall · f3 blanques cavall · b2 blanques peó · f2 blanques peó · g2 blanques peó · h2 blanques peó · a1 blanques torre · c1 blanques alfil · e1 blanques rei · f1 blanques alfil · h1 blanques torre | a8 negres torre · b8 negres cavall · d8 negres dama · f8 negres torre · c7 negres peó · e7 negres peó · f7 negres peó · g7 negres rei · h7 negres peó · a6 negres peó · g6 negres peó · b5 negres peó · d4 blanques peó · b3 blanques peó · c3 blanques cavall · f3 blanques cavall · b2 blanques peó · f2 blanques peó · g2 blanques peó · h2 blanques peó · a1 blanques torre · c1 blanques alfil · e1 blanques rei · f1 blanques alfil · h1 blanques torre | a8 negres torre · b8 negres cavall · d8 negres dama · f8 negres torre · c7 negres peó · e7 negres peó · f7 negres peó · g7 negres rei · h7 negres peó · a6 negres peó · g6 negres peó · b5 negres peó · d4 blanques peó · b3 blanques peó · c3 blanques cavall · f3 blanques cavall · b2 blanques peó · f2 blanques peó · g2 blanques peó · h2 blanques peó · a1 blanques torre · c1 blanques alfil · e1 blanques rei · f1 blanques alfil · h1 blanques torre | a8 negres torre · b8 negres cavall · d8 negres dama · f8 negres torre · c7 negres peó · e7 negres peó · f7 negres peó · g7 negres rei · h7 negres peó · a6 negres peó · g6 negres peó · b5 negres peó · d4 blanques peó · b3 blanques peó · c3 blanques cavall · f3 blanques cavall · b2 blanques peó · f2 blanques peó · g2 blanques peó · h2 blanques peó · a1 blanques torre · c1 blanques alfil · e1 blanques rei · f1 blanques alfil · h1 blanques torre | a8 negres torre · b8 negres cavall · d8 negres dama · f8 negres torre · c7 negres peó · e7 negres peó · f7 negres peó · g7 negres rei · h7 negres peó · a6 negres peó · g6 negres peó · b5 negres peó · d4 blanques peó · b3 blanques peó · c3 blanques cavall · f3 blanques cavall · b2 blanques peó · f2 blanques peó · g2 blanques peó · h2 blanques peó · a1 blanques torre · c1 blanques alfil · e1 blanques rei · f1 blanques alfil · h1 blanques torre | a8 negres torre · b8 negres cavall · d8 negres dama · f8 negres torre · c7 negres peó · e7 negres peó · f7 negres peó · g7 negres rei · h7 negres peó · a6 negres peó · g6 negres peó · b5 negres peó · d4 blanques peó · b3 blanques peó · c3 blanques cavall · f3 blanques cavall · b2 blanques peó · f2 blanques peó · g2 blanques peó · h2 blanques peó · a1 blanques torre · c1 blanques alfil · e1 blanques rei · f1 blanques alfil · h1 blanques torre | 7 |
| 6 | a8 negres torre · b8 negres cavall · d8 negres dama · f8 negres torre · c7 negres peó · e7 negres peó · f7 negres peó · g7 negres rei · h7 negres peó · a6 negres peó · g6 negres peó · b5 negres peó · d4 blanques peó · b3 blanques peó · c3 blanques cavall · f3 blanques cavall · b2 blanques peó · f2 blanques peó · g2 blanques peó · h2 blanques peó · a1 blanques torre · c1 blanques alfil · e1 blanques rei · f1 blanques alfil · h1 blanques torre | a8 negres torre · b8 negres cavall · d8 negres dama · f8 negres torre · c7 negres peó · e7 negres peó · f7 negres peó · g7 negres rei · h7 negres peó · a6 negres peó · g6 negres peó · b5 negres peó · d4 blanques peó · b3 blanques peó · c3 blanques cavall · f3 blanques cavall · b2 blanques peó · f2 blanques peó · g2 blanques peó · h2 blanques peó · a1 blanques torre · c1 blanques alfil · e1 blanques rei · f1 blanques alfil · h1 blanques torre | a8 negres torre · b8 negres cavall · d8 negres dama · f8 negres torre · c7 negres peó · e7 negres peó · f7 negres peó · g7 negres rei · h7 negres peó · a6 negres peó · g6 negres peó · b5 negres peó · d4 blanques peó · b3 blanques peó · c3 blanques cavall · f3 blanques cavall · b2 blanques peó · f2 blanques peó · g2 blanques peó · h2 blanques peó · a1 blanques torre · c1 blanques alfil · e1 blanques rei · f1 blanques alfil · h1 blanques torre | a8 negres torre · b8 negres cavall · d8 negres dama · f8 negres torre · c7 negres peó · e7 negres peó · f7 negres peó · g7 negres rei · h7 negres peó · a6 negres peó · g6 negres peó · b5 negres peó · d4 blanques peó · b3 blanques peó · c3 blanques cavall · f3 blanques cavall · b2 blanques peó · f2 blanques peó · g2 blanques peó · h2 blanques peó · a1 blanques torre · c1 blanques alfil · e1 blanques rei · f1 blanques alfil · h1 blanques torre | a8 negres torre · b8 negres cavall · d8 negres dama · f8 negres torre · c7 negres peó · e7 negres peó · f7 negres peó · g7 negres rei · h7 negres peó · a6 negres peó · g6 negres peó · b5 negres peó · d4 blanques peó · b3 blanques peó · c3 blanques cavall · f3 blanques cavall · b2 blanques peó · f2 blanques peó · g2 blanques peó · h2 blanques peó · a1 blanques torre · c1 blanques alfil · e1 blanques rei · f1 blanques alfil · h1 blanques torre | a8 negres torre · b8 negres cavall · d8 negres dama · f8 negres torre · c7 negres peó · e7 negres peó · f7 negres peó · g7 negres rei · h7 negres peó · a6 negres peó · g6 negres peó · b5 negres peó · d4 blanques peó · b3 blanques peó · c3 blanques cavall · f3 blanques cavall · b2 blanques peó · f2 blanques peó · g2 blanques peó · h2 blanques peó · a1 blanques torre · c1 blanques alfil · e1 blanques rei · f1 blanques alfil · h1 blanques torre | a8 negres torre · b8 negres cavall · d8 negres dama · f8 negres torre · c7 negres peó · e7 negres peó · f7 negres peó · g7 negres rei · h7 negres peó · a6 negres peó · g6 negres peó · b5 negres peó · d4 blanques peó · b3 blanques peó · c3 blanques cavall · f3 blanques cavall · b2 blanques peó · f2 blanques peó · g2 blanques peó · h2 blanques peó · a1 blanques torre · c1 blanques alfil · e1 blanques rei · f1 blanques alfil · h1 blanques torre | a8 negres torre · b8 negres cavall · d8 negres dama · f8 negres torre · c7 negres peó · e7 negres peó · f7 negres peó · g7 negres rei · h7 negres peó · a6 negres peó · g6 negres peó · b5 negres peó · d4 blanques peó · b3 blanques peó · c3 blanques cavall · f3 blanques cavall · b2 blanques peó · f2 blanques peó · g2 blanques peó · h2 blanques peó · a1 blanques torre · c1 blanques alfil · e1 blanques rei · f1 blanques alfil · h1 blanques torre | 6 |
| 5 | a8 negres torre · b8 negres cavall · d8 negres dama · f8 negres torre · c7 negres peó · e7 negres peó · f7 negres peó · g7 negres rei · h7 negres peó · a6 negres peó · g6 negres peó · b5 negres peó · d4 blanques peó · b3 blanques peó · c3 blanques cavall · f3 blanques cavall · b2 blanques peó · f2 blanques peó · g2 blanques peó · h2 blanques peó · a1 blanques torre · c1 blanques alfil · e1 blanques rei · f1 blanques alfil · h1 blanques torre | a8 negres torre · b8 negres cavall · d8 negres dama · f8 negres torre · c7 negres peó · e7 negres peó · f7 negres peó · g7 negres rei · h7 negres peó · a6 negres peó · g6 negres peó · b5 negres peó · d4 blanques peó · b3 blanques peó · c3 blanques cavall · f3 blanques cavall · b2 blanques peó · f2 blanques peó · g2 blanques peó · h2 blanques peó · a1 blanques torre · c1 blanques alfil · e1 blanques rei · f1 blanques alfil · h1 blanques torre | a8 negres torre · b8 negres cavall · d8 negres dama · f8 negres torre · c7 negres peó · e7 negres peó · f7 negres peó · g7 negres rei · h7 negres peó · a6 negres peó · g6 negres peó · b5 negres peó · d4 blanques peó · b3 blanques peó · c3 blanques cavall · f3 blanques cavall · b2 blanques peó · f2 blanques peó · g2 blanques peó · h2 blanques peó · a1 blanques torre · c1 blanques alfil · e1 blanques rei · f1 blanques alfil · h1 blanques torre | a8 negres torre · b8 negres cavall · d8 negres dama · f8 negres torre · c7 negres peó · e7 negres peó · f7 negres peó · g7 negres rei · h7 negres peó · a6 negres peó · g6 negres peó · b5 negres peó · d4 blanques peó · b3 blanques peó · c3 blanques cavall · f3 blanques cavall · b2 blanques peó · f2 blanques peó · g2 blanques peó · h2 blanques peó · a1 blanques torre · c1 blanques alfil · e1 blanques rei · f1 blanques alfil · h1 blanques torre | a8 negres torre · b8 negres cavall · d8 negres dama · f8 negres torre · c7 negres peó · e7 negres peó · f7 negres peó · g7 negres rei · h7 negres peó · a6 negres peó · g6 negres peó · b5 negres peó · d4 blanques peó · b3 blanques peó · c3 blanques cavall · f3 blanques cavall · b2 blanques peó · f2 blanques peó · g2 blanques peó · h2 blanques peó · a1 blanques torre · c1 blanques alfil · e1 blanques rei · f1 blanques alfil · h1 blanques torre | a8 negres torre · b8 negres cavall · d8 negres dama · f8 negres torre · c7 negres peó · e7 negres peó · f7 negres peó · g7 negres rei · h7 negres peó · a6 negres peó · g6 negres peó · b5 negres peó · d4 blanques peó · b3 blanques peó · c3 blanques cavall · f3 blanques cavall · b2 blanques peó · f2 blanques peó · g2 blanques peó · h2 blanques peó · a1 blanques torre · c1 blanques alfil · e1 blanques rei · f1 blanques alfil · h1 blanques torre | a8 negres torre · b8 negres cavall · d8 negres dama · f8 negres torre · c7 negres peó · e7 negres peó · f7 negres peó · g7 negres rei · h7 negres peó · a6 negres peó · g6 negres peó · b5 negres peó · d4 blanques peó · b3 blanques peó · c3 blanques cavall · f3 blanques cavall · b2 blanques peó · f2 blanques peó · g2 blanques peó · h2 blanques peó · a1 blanques torre · c1 blanques alfil · e1 blanques rei · f1 blanques alfil · h1 blanques torre | a8 negres torre · b8 negres cavall · d8 negres dama · f8 negres torre · c7 negres peó · e7 negres peó · f7 negres peó · g7 negres rei · h7 negres peó · a6 negres peó · g6 negres peó · b5 negres peó · d4 blanques peó · b3 blanques peó · c3 blanques cavall · f3 blanques cavall · b2 blanques peó · f2 blanques peó · g2 blanques peó · h2 blanques peó · a1 blanques torre · c1 blanques alfil · e1 blanques rei · f1 blanques alfil · h1 blanques torre | 5 |
| 4 | a8 negres torre · b8 negres cavall · d8 negres dama · f8 negres torre · c7 negres peó · e7 negres peó · f7 negres peó · g7 negres rei · h7 negres peó · a6 negres peó · g6 negres peó · b5 negres peó · d4 blanques peó · b3 blanques peó · c3 blanques cavall · f3 blanques cavall · b2 blanques peó · f2 blanques peó · g2 blanques peó · h2 blanques peó · a1 blanques torre · c1 blanques alfil · e1 blanques rei · f1 blanques alfil · h1 blanques torre | a8 negres torre · b8 negres cavall · d8 negres dama · f8 negres torre · c7 negres peó · e7 negres peó · f7 negres peó · g7 negres rei · h7 negres peó · a6 negres peó · g6 negres peó · b5 negres peó · d4 blanques peó · b3 blanques peó · c3 blanques cavall · f3 blanques cavall · b2 blanques peó · f2 blanques peó · g2 blanques peó · h2 blanques peó · a1 blanques torre · c1 blanques alfil · e1 blanques rei · f1 blanques alfil · h1 blanques torre | a8 negres torre · b8 negres cavall · d8 negres dama · f8 negres torre · c7 negres peó · e7 negres peó · f7 negres peó · g7 negres rei · h7 negres peó · a6 negres peó · g6 negres peó · b5 negres peó · d4 blanques peó · b3 blanques peó · c3 blanques cavall · f3 blanques cavall · b2 blanques peó · f2 blanques peó · g2 blanques peó · h2 blanques peó · a1 blanques torre · c1 blanques alfil · e1 blanques rei · f1 blanques alfil · h1 blanques torre | a8 negres torre · b8 negres cavall · d8 negres dama · f8 negres torre · c7 negres peó · e7 negres peó · f7 negres peó · g7 negres rei · h7 negres peó · a6 negres peó · g6 negres peó · b5 negres peó · d4 blanques peó · b3 blanques peó · c3 blanques cavall · f3 blanques cavall · b2 blanques peó · f2 blanques peó · g2 blanques peó · h2 blanques peó · a1 blanques torre · c1 blanques alfil · e1 blanques rei · f1 blanques alfil · h1 blanques torre | a8 negres torre · b8 negres cavall · d8 negres dama · f8 negres torre · c7 negres peó · e7 negres peó · f7 negres peó · g7 negres rei · h7 negres peó · a6 negres peó · g6 negres peó · b5 negres peó · d4 blanques peó · b3 blanques peó · c3 blanques cavall · f3 blanques cavall · b2 blanques peó · f2 blanques peó · g2 blanques peó · h2 blanques peó · a1 blanques torre · c1 blanques alfil · e1 blanques rei · f1 blanques alfil · h1 blanques torre | a8 negres torre · b8 negres cavall · d8 negres dama · f8 negres torre · c7 negres peó · e7 negres peó · f7 negres peó · g7 negres rei · h7 negres peó · a6 negres peó · g6 negres peó · b5 negres peó · d4 blanques peó · b3 blanques peó · c3 blanques cavall · f3 blanques cavall · b2 blanques peó · f2 blanques peó · g2 blanques peó · h2 blanques peó · a1 blanques torre · c1 blanques alfil · e1 blanques rei · f1 blanques alfil · h1 blanques torre | a8 negres torre · b8 negres cavall · d8 negres dama · f8 negres torre · c7 negres peó · e7 negres peó · f7 negres peó · g7 negres rei · h7 negres peó · a6 negres peó · g6 negres peó · b5 negres peó · d4 blanques peó · b3 blanques peó · c3 blanques cavall · f3 blanques cavall · b2 blanques peó · f2 blanques peó · g2 blanques peó · h2 blanques peó · a1 blanques torre · c1 blanques alfil · e1 blanques rei · f1 blanques alfil · h1 blanques torre | a8 negres torre · b8 negres cavall · d8 negres dama · f8 negres torre · c7 negres peó · e7 negres peó · f7 negres peó · g7 negres rei · h7 negres peó · a6 negres peó · g6 negres peó · b5 negres peó · d4 blanques peó · b3 blanques peó · c3 blanques cavall · f3 blanques cavall · b2 blanques peó · f2 blanques peó · g2 blanques peó · h2 blanques peó · a1 blanques torre · c1 blanques alfil · e1 blanques rei · f1 blanques alfil · h1 blanques torre | 4 |
| 3 | a8 negres torre · b8 negres cavall · d8 negres dama · f8 negres torre · c7 negres peó · e7 negres peó · f7 negres peó · g7 negres rei · h7 negres peó · a6 negres peó · g6 negres peó · b5 negres peó · d4 blanques peó · b3 blanques peó · c3 blanques cavall · f3 blanques cavall · b2 blanques peó · f2 blanques peó · g2 blanques peó · h2 blanques peó · a1 blanques torre · c1 blanques alfil · e1 blanques rei · f1 blanques alfil · h1 blanques torre | a8 negres torre · b8 negres cavall · d8 negres dama · f8 negres torre · c7 negres peó · e7 negres peó · f7 negres peó · g7 negres rei · h7 negres peó · a6 negres peó · g6 negres peó · b5 negres peó · d4 blanques peó · b3 blanques peó · c3 blanques cavall · f3 blanques cavall · b2 blanques peó · f2 blanques peó · g2 blanques peó · h2 blanques peó · a1 blanques torre · c1 blanques alfil · e1 blanques rei · f1 blanques alfil · h1 blanques torre | a8 negres torre · b8 negres cavall · d8 negres dama · f8 negres torre · c7 negres peó · e7 negres peó · f7 negres peó · g7 negres rei · h7 negres peó · a6 negres peó · g6 negres peó · b5 negres peó · d4 blanques peó · b3 blanques peó · c3 blanques cavall · f3 blanques cavall · b2 blanques peó · f2 blanques peó · g2 blanques peó · h2 blanques peó · a1 blanques torre · c1 blanques alfil · e1 blanques rei · f1 blanques alfil · h1 blanques torre | a8 negres torre · b8 negres cavall · d8 negres dama · f8 negres torre · c7 negres peó · e7 negres peó · f7 negres peó · g7 negres rei · h7 negres peó · a6 negres peó · g6 negres peó · b5 negres peó · d4 blanques peó · b3 blanques peó · c3 blanques cavall · f3 blanques cavall · b2 blanques peó · f2 blanques peó · g2 blanques peó · h2 blanques peó · a1 blanques torre · c1 blanques alfil · e1 blanques rei · f1 blanques alfil · h1 blanques torre | a8 negres torre · b8 negres cavall · d8 negres dama · f8 negres torre · c7 negres peó · e7 negres peó · f7 negres peó · g7 negres rei · h7 negres peó · a6 negres peó · g6 negres peó · b5 negres peó · d4 blanques peó · b3 blanques peó · c3 blanques cavall · f3 blanques cavall · b2 blanques peó · f2 blanques peó · g2 blanques peó · h2 blanques peó · a1 blanques torre · c1 blanques alfil · e1 blanques rei · f1 blanques alfil · h1 blanques torre | a8 negres torre · b8 negres cavall · d8 negres dama · f8 negres torre · c7 negres peó · e7 negres peó · f7 negres peó · g7 negres rei · h7 negres peó · a6 negres peó · g6 negres peó · b5 negres peó · d4 blanques peó · b3 blanques peó · c3 blanques cavall · f3 blanques cavall · b2 blanques peó · f2 blanques peó · g2 blanques peó · h2 blanques peó · a1 blanques torre · c1 blanques alfil · e1 blanques rei · f1 blanques alfil · h1 blanques torre | a8 negres torre · b8 negres cavall · d8 negres dama · f8 negres torre · c7 negres peó · e7 negres peó · f7 negres peó · g7 negres rei · h7 negres peó · a6 negres peó · g6 negres peó · b5 negres peó · d4 blanques peó · b3 blanques peó · c3 blanques cavall · f3 blanques cavall · b2 blanques peó · f2 blanques peó · g2 blanques peó · h2 blanques peó · a1 blanques torre · c1 blanques alfil · e1 blanques rei · f1 blanques alfil · h1 blanques torre | a8 negres torre · b8 negres cavall · d8 negres dama · f8 negres torre · c7 negres peó · e7 negres peó · f7 negres peó · g7 negres rei · h7 negres peó · a6 negres peó · g6 negres peó · b5 negres peó · d4 blanques peó · b3 blanques peó · c3 blanques cavall · f3 blanques cavall · b2 blanques peó · f2 blanques peó · g2 blanques peó · h2 blanques peó · a1 blanques torre · c1 blanques alfil · e1 blanques rei · f1 blanques alfil · h1 blanques torre | 3 |
| 2 | a8 negres torre · b8 negres cavall · d8 negres dama · f8 negres torre · c7 negres peó · e7 negres peó · f7 negres peó · g7 negres rei · h7 negres peó · a6 negres peó · g6 negres peó · b5 negres peó · d4 blanques peó · b3 blanques peó · c3 blanques cavall · f3 blanques cavall · b2 blanques peó · f2 blanques peó · g2 blanques peó · h2 blanques peó · a1 blanques torre · c1 blanques alfil · e1 blanques rei · f1 blanques alfil · h1 blanques torre | a8 negres torre · b8 negres cavall · d8 negres dama · f8 negres torre · c7 negres peó · e7 negres peó · f7 negres peó · g7 negres rei · h7 negres peó · a6 negres peó · g6 negres peó · b5 negres peó · d4 blanques peó · b3 blanques peó · c3 blanques cavall · f3 blanques cavall · b2 blanques peó · f2 blanques peó · g2 blanques peó · h2 blanques peó · a1 blanques torre · c1 blanques alfil · e1 blanques rei · f1 blanques alfil · h1 blanques torre | a8 negres torre · b8 negres cavall · d8 negres dama · f8 negres torre · c7 negres peó · e7 negres peó · f7 negres peó · g7 negres rei · h7 negres peó · a6 negres peó · g6 negres peó · b5 negres peó · d4 blanques peó · b3 blanques peó · c3 blanques cavall · f3 blanques cavall · b2 blanques peó · f2 blanques peó · g2 blanques peó · h2 blanques peó · a1 blanques torre · c1 blanques alfil · e1 blanques rei · f1 blanques alfil · h1 blanques torre | a8 negres torre · b8 negres cavall · d8 negres dama · f8 negres torre · c7 negres peó · e7 negres peó · f7 negres peó · g7 negres rei · h7 negres peó · a6 negres peó · g6 negres peó · b5 negres peó · d4 blanques peó · b3 blanques peó · c3 blanques cavall · f3 blanques cavall · b2 blanques peó · f2 blanques peó · g2 blanques peó · h2 blanques peó · a1 blanques torre · c1 blanques alfil · e1 blanques rei · f1 blanques alfil · h1 blanques torre | a8 negres torre · b8 negres cavall · d8 negres dama · f8 negres torre · c7 negres peó · e7 negres peó · f7 negres peó · g7 negres rei · h7 negres peó · a6 negres peó · g6 negres peó · b5 negres peó · d4 blanques peó · b3 blanques peó · c3 blanques cavall · f3 blanques cavall · b2 blanques peó · f2 blanques peó · g2 blanques peó · h2 blanques peó · a1 blanques torre · c1 blanques alfil · e1 blanques rei · f1 blanques alfil · h1 blanques torre | a8 negres torre · b8 negres cavall · d8 negres dama · f8 negres torre · c7 negres peó · e7 negres peó · f7 negres peó · g7 negres rei · h7 negres peó · a6 negres peó · g6 negres peó · b5 negres peó · d4 blanques peó · b3 blanques peó · c3 blanques cavall · f3 blanques cavall · b2 blanques peó · f2 blanques peó · g2 blanques peó · h2 blanques peó · a1 blanques torre · c1 blanques alfil · e1 blanques rei · f1 blanques alfil · h1 blanques torre | a8 negres torre · b8 negres cavall · d8 negres dama · f8 negres torre · c7 negres peó · e7 negres peó · f7 negres peó · g7 negres rei · h7 negres peó · a6 negres peó · g6 negres peó · b5 negres peó · d4 blanques peó · b3 blanques peó · c3 blanques cavall · f3 blanques cavall · b2 blanques peó · f2 blanques peó · g2 blanques peó · h2 blanques peó · a1 blanques torre · c1 blanques alfil · e1 blanques rei · f1 blanques alfil · h1 blanques torre | a8 negres torre · b8 negres cavall · d8 negres dama · f8 negres torre · c7 negres peó · e7 negres peó · f7 negres peó · g7 negres rei · h7 negres peó · a6 negres peó · g6 negres peó · b5 negres peó · d4 blanques peó · b3 blanques peó · c3 blanques cavall · f3 blanques cavall · b2 blanques peó · f2 blanques peó · g2 blanques peó · h2 blanques peó · a1 blanques torre · c1 blanques alfil · e1 blanques rei · f1 blanques alfil · h1 blanques torre | 2 |
| 1 | a8 negres torre · b8 negres cavall · d8 negres dama · f8 negres torre · c7 negres peó · e7 negres peó · f7 negres peó · g7 negres rei · h7 negres peó · a6 negres peó · g6 negres peó · b5 negres peó · d4 blanques peó · b3 blanques peó · c3 blanques cavall · f3 blanques cavall · b2 blanques peó · f2 blanques peó · g2 blanques peó · h2 blanques peó · a1 blanques torre · c1 blanques alfil · e1 blanques rei · f1 blanques alfil · h1 blanques torre | a8 negres torre · b8 negres cavall · d8 negres dama · f8 negres torre · c7 negres peó · e7 negres peó · f7 negres peó · g7 negres rei · h7 negres peó · a6 negres peó · g6 negres peó · b5 negres peó · d4 blanques peó · b3 blanques peó · c3 blanques cavall · f3 blanques cavall · b2 blanques peó · f2 blanques peó · g2 blanques peó · h2 blanques peó · a1 blanques torre · c1 blanques alfil · e1 blanques rei · f1 blanques alfil · h1 blanques torre | a8 negres torre · b8 negres cavall · d8 negres dama · f8 negres torre · c7 negres peó · e7 negres peó · f7 negres peó · g7 negres rei · h7 negres peó · a6 negres peó · g6 negres peó · b5 negres peó · d4 blanques peó · b3 blanques peó · c3 blanques cavall · f3 blanques cavall · b2 blanques peó · f2 blanques peó · g2 blanques peó · h2 blanques peó · a1 blanques torre · c1 blanques alfil · e1 blanques rei · f1 blanques alfil · h1 blanques torre | a8 negres torre · b8 negres cavall · d8 negres dama · f8 negres torre · c7 negres peó · e7 negres peó · f7 negres peó · g7 negres rei · h7 negres peó · a6 negres peó · g6 negres peó · b5 negres peó · d4 blanques peó · b3 blanques peó · c3 blanques cavall · f3 blanques cavall · b2 blanques peó · f2 blanques peó · g2 blanques peó · h2 blanques peó · a1 blanques torre · c1 blanques alfil · e1 blanques rei · f1 blanques alfil · h1 blanques torre | a8 negres torre · b8 negres cavall · d8 negres dama · f8 negres torre · c7 negres peó · e7 negres peó · f7 negres peó · g7 negres rei · h7 negres peó · a6 negres peó · g6 negres peó · b5 negres peó · d4 blanques peó · b3 blanques peó · c3 blanques cavall · f3 blanques cavall · b2 blanques peó · f2 blanques peó · g2 blanques peó · h2 blanques peó · a1 blanques torre · c1 blanques alfil · e1 blanques rei · f1 blanques alfil · h1 blanques torre | a8 negres torre · b8 negres cavall · d8 negres dama · f8 negres torre · c7 negres peó · e7 negres peó · f7 negres peó · g7 negres rei · h7 negres peó · a6 negres peó · g6 negres peó · b5 negres peó · d4 blanques peó · b3 blanques peó · c3 blanques cavall · f3 blanques cavall · b2 blanques peó · f2 blanques peó · g2 blanques peó · h2 blanques peó · a1 blanques torre · c1 blanques alfil · e1 blanques rei · f1 blanques alfil · h1 blanques torre | a8 negres torre · b8 negres cavall · d8 negres dama · f8 negres torre · c7 negres peó · e7 negres peó · f7 negres peó · g7 negres rei · h7 negres peó · a6 negres peó · g6 negres peó · b5 negres peó · d4 blanques peó · b3 blanques peó · c3 blanques cavall · f3 blanques cavall · b2 blanques peó · f2 blanques peó · g2 blanques peó · h2 blanques peó · a1 blanques torre · c1 blanques alfil · e1 blanques rei · f1 blanques alfil · h1 blanques torre | a8 negres torre · b8 negres cavall · d8 negres dama · f8 negres torre · c7 negres peó · e7 negres peó · f7 negres peó · g7 negres rei · h7 negres peó · a6 negres peó · g6 negres peó · b5 negres peó · d4 blanques peó · b3 blanques peó · c3 blanques cavall · f3 blanques cavall · b2 blanques peó · f2 blanques peó · g2 blanques peó · h2 blanques peó · a1 blanques torre · c1 blanques alfil · e1 blanques rei · f1 blanques alfil · h1 blanques torre | 1 |
|   | a | b | c | d | e | f | g | h |   |

La situació a la posició del diagrama de la dreta no és molt comuna, però les blanques han canviat una dama (nou punts) per tres peces menors i un peó (deu punts). Tres peces menors són habitualment millors que una dama a causa de la seva major mobilitat, i el peó extra extra no és prou important per canviar la situació (Silman 1998:340–41). Tres peces menors són almenys tan fortes com dues torres (Pachman 1971:11).
Dues peces menors més dos peons són sempre com a mínim tan fortes com una dama. Dues torres són millors que una dama i un peó (Berliner 1999:13–14).
Molts dels sistemes d'avaluació donen dos punts de diferència entre una torre i una peça menor, però molts teòrics situen la diferència en uns 1½ punts, vegeu Canvi (escacs)#Valor del canvi.